# Erster Schottischer Unabhängigkeitskrieg
Der Erste Schottischer Unabhängigkeitskrieg war eine lang andauernde kriegerische Auseinandersetzung zwischen England und Schottland. Nachdem der englische König Eduard I. 1296 Schottland besiegt und besetzt sowie den schottischen König John Balliol abgesetzt hatte, kam es 1297 zu einer Rebellion gegen die englische Herrschaft. In mehreren Feldzügen konnten die Engländer bis 1304 den schottischen Widerstand nahezu brechen. Bereits Anfang 1306 kam es jedoch zu einer neuen, von Robert Bruce geführten Rebellion gegen die englische Herrschaft. Bruce erhob sich zum König der Schotten, wurde jedoch zunächst von den englischen Truppen besiegt. Begünstigt durch den Tod von Eduard I., konnte er fast ganz Schottland erobern und 1314 schließlich den englischen König Eduard II. in der Schlacht von Bannockburn besiegen. Da die Engländer Robert Bruce aber nicht als König anerkannten, dauerte der Krieg weiter an. In der Folge führten die Schotten zahlreiche Überfälle nach Nordengland, wo sie schwere Verwüstungen anrichteten. Erst nach einem neuen, fehlgeschlagenen Feldzug wurde 1323 ein langfristiger Waffenstillstand geschlossen. Nach der Absetzung von Eduard II. kam es 1327 zu neuen Kämpfen zwischen England und Schottland, bis schließlich 1328 der Krieg durch einen Friedensvertrag beendet wurde. Bereits ab 1332 kam es jedoch zu neuen Kämpfen, die zum Zweiten Schottischen Unabhängigkeitskrieg führten.

## Vorgeschichte

### Der schottische Thronfolgestreit von 1286 bis 1292
Nach dem Tod des schottischen Königs Alexander III. 1286 war seine einzige lebende Nachfahrin seine junge Enkelin Margarete von Norwegen. Diese wurde schließlich von den schottischen Magnaten als Thronerbin anerkannt, doch sie starb bereits 1290. Die Thronfolge war nun völlig ungeklärt. Der nordenglische Magnat John Balliol und der englisch-schottische Magnat Robert de Brus hatten unter den Anwärtern auf den schottischen Thron die aussichtsreichsten Ansprüche. Um einen Bürgerkrieg zu vermeiden, baten die Guardians of Scotland, die die Regentschaft führten, den englischen König Eduard I., über die Ansprüche der Thronanwärter zu entscheiden. Eduard I. nahm diese Aufgabe an, worauf ihm die schottischen Magnaten im Juni 1291 als Oberherrn huldigten. Nachdem der englische König im November 1292 über die Ansprüche der Thronanwärter entschieden und John Balliol zum neuen schottischen König bestimmt hatte, war er in den nächsten Jahren fest entschlossen, die Oberherrschaft über Schottland, die er nun als sein Recht ansah, auch durchsetzen.

### Englisch-Schottischer Krieg von 1296

#### Streit um die Oberherrschaft
Als es 1294 zwischen England und Frankreich zum Krieg kam, forderte der englische König den schottischen König als Vasallen zur Waffenhilfe auf. John Balliol ignorierte zunächst diese Aufforderung, doch dann sah er sich außerstande, gegen die Forderungen des englischen Königs die schottische Unabhängigkeit zu verteidigen. Daraufhin entmachteten 1295 die schottischen Magnaten Balliol, der die Regierung weitgehend einem zwölfköpfigen Staatsrat überlassen musste. Die Magnaten widersetzten sich weiter den Aufforderungen des englischen Königs. Dabei sahen sie sich im Recht, denn Ende 1294 hatte der alte Papst Coelestin V. die schottischen Magnaten von ihrem Treueid gegenüber dem englischen König entbunden, da sie diesen 1291 unter Zwang geleistet hätten. Als der englische König am 16. Oktober 1295 die vorläufige Übergabe der Grenzburgen Berwick, Roxburgh und Jedburgh bis zur Beendigung des Krieges mit Frankreich forderte, wiesen die Schotten dies mit der Begründung, ein freies Land zu sein, zurück. Sie hatten bereits im Juli eine Delegation nach Frankreich gesandt, die am 23. Oktober 1295 ein Bündnis mit König Philipp IV. schloss. Am 23. Februar 1296 bestätigte ein schottisches Parlament das Bündnis, was faktisch einer Kriegserklärung an England gleichkam. Der englische König hatte dies erwartet, denn er hatte bereits für den 1. März 1296 sein Feudalheer nach Newcastle einberufen. Die Schotten beriefen ihr Heer für den 11. März 1296 nach Caddonlea bei Selkirk. Dabei waren ihnen die Engländer nicht nur zahlenmäßig überlegen. Die Engländer konnten auf trainierte Bogenschützen zurückgreifen, und die Aufgebote der englischen Magnaten bestanden zu einem guten Teil aus gut ausgebildeten und ausgerüsteten Rittern. Das schottische Heer bestand dagegen vor allem aus leicht gerüsteten und schlecht ausgebildeten Lanzenträgern, einigen Bogenschützen und einer nur schwachen Reiterei. Der englische König zahlte den Soldaten Sold, während die schottischen Armeen nur durch die Hoffnung auf Kriegsbeute zusammengehalten wurden. Vor allem aber hatten die Engländer durch die Kriege in Wales mehr Erfahrung als die Schotten, deren letzte Kampfhandlung der Krieg gegen Norwegen 1263 war. Dennoch begannen die Schotten den Krieg zuversichtlich. Der Earl of Buchan sollte Annandale verteidigen, Nicholas de Soulis Liddesdale, Roxburgh Castle wurde von James the Stewart und Berwick von William Douglas gehalten. Andererseits standen Robert de Brus of Annandale, sein Sohn, der Earl of Carrick sowie die Earls of Dunbar und Angus auf englischer Seite. Der englische Baron Robert de Ros, Lord of Wark-on-Tweed, wechselte Ende März 1296 aus Liebe zu einer Schottin die Seiten und konnte mit Hilfe aus Schottland seine Burg zurückerobern.

#### Schottische Angriffe auf Nordengland und englische Eroberung von Berwick
Am Ostermontag 1296 überfiel eine von sieben Earls und von John Comyn of Badenoch geführte schottische Armee Nordengland. Sie überquerten mit zahlreichen Fußsoldaten von Annandale aus den Solway und brannten die Dörfer in Arthuret nieder. Dann stießen sie bis nach Carlisle vor, das von Robert de Brus of Annandale verteidigt wurde. Ohne Belagerungsmaschinen konnten die Schotten die befestigte Stadt jedoch nicht einnehmen, weshalb sie sich nach einer eintägigen Belagerung am 28. März wieder zurückzogen. Am 30. März erreichte das englische Heer Berwick. Die Engländer konnten die nur schwach befestigte Stadt rasch erobern, wobei sie unter der Bevölkerung ein Blutbad anrichteten. Wenig später ergab sich die Besatzung von Berwick Castle. Die Besatzung erhielt, mit Ausnahme des Kommandanten Douglas, freien Abzug. Eduard I. ließ Berwick von Engländern besiedeln und machte die Stadt zum Verwaltungsmittelpunkt der von England besetzten schottischen Gebiete. Nach der Eroberung von Berwick unternahm ein schottisches, von den Earls of Ross, Menteith und Atholl geführtes Heer von Jedburgh aus einen Rachefeldzug nach Nordengland. Sie brannten zahlreiche Dörfer, Kirchen und Klöster in Northumberland nieder, darunter Hexham.

#### Schlacht von Dunbar

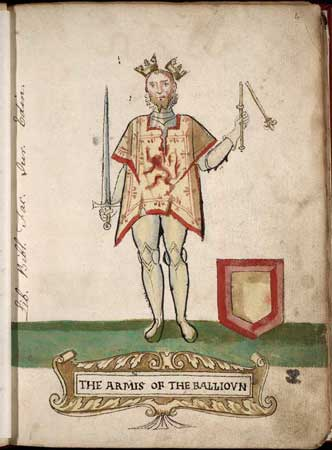
John Balliol mit zerbrochenen Kroninsignien. Darstellung aus dem 16. Jahrhundert.

Nach der Eroberung von Berwick stoppte der englische Vorstoß, bis der König am 23. April einen Reitertrupp nach Dunbar schickte. Der Earl of Dunbar stand auf englischer Seite, doch seine Frau unterstützte die Schotten und hatte die Besatzung von Dunbar Castle zum Seitenwechsel bewegt. Die Earls of Menteith, Atholl und Ross besetzten nun die Burg, worauf die englischen Reiter unter dem Earl of Warenne am 27. April mit der Belagerung der Burg begannen. An diesem Tag griff kurz nach Mittag das schottische Heer die englischen Belagerer an. In der folgenden Schlacht bei Dunbar konnte Warenne die Angreifer rasch in die Flucht schlagen. Vermutlich war die Schlacht eher ein Scharmützel, doch das schottische Heer wurde zerschlagen. Entscheidend war die Aufgabe von Dunbar Castle, als Eduard I. am Tag nach der Schlacht mit dem englischen Hauptheer dort eintraf. Die drei schottischen Earls und mehrere Barone gerieten so in Gefangenschaft.

#### Eroberung Schottlands und Abdankung von John Balliol
Unmittelbar nach der Niederlage bei Dunbar übergab James the Stewart Roxburgh Castle. John Balliol und die Comnys flüchteten nach Nordschottland. Die nachrückenden englischen Soldaten trafen kaum auf Widerstand und nahmen Schottland in Besitz. Edinburgh Castle ergab sich nach fünftägiger Belagerung, während die Besatzung von Stirling Castle vor Eintreffen der Engländer flüchtete. Um Mittsommer sandte Balliol Boten aus, die seine Kapitulation anboten. Die Boten erreichten Eduard I. in Perth. Am 2. Juli 1296 musste Balliol schriftlich in Kincardine Castle eingestehen, dass er gegen den englischen König rebelliert hatte. Am 7. Juli widerrief er im Kirchhof von Stracathro das Bündnis mit Frankreich. Am 10. Juli musste er sich in Brechin Castle dem englischen Bischof Antony Bek von Durham unterwerfen. Bek verkündete im Auftrag von Eduard I. die strengen Bedingungen der Übergabe. Balliol musste auf seine Krone verzichten und sich in Gefangenschaft begeben. Dann musste er seine königlichen Insignien niederlegen und sein Wappen wurde von seinem Mantel abgerissen, so dass er völlig gedemütigt wurde. Er wurde nach London in den Tower gebracht, den er jedoch schon bald wieder verlassen konnte. Er blieb aber in milder Gefangenschaft in Hertfordshire.

#### Übernahme der Herrschaft durch den englischen König
Neben dem König ergaben sich noch zahlreiche andere schottische Barone und Ritter. Der Earl of Buchan und John Comyn of Badenoch durften in England unter der Auflage, südlich des Trent zu bleiben, leben. Die in Dunbar Castle in Gefangenschaft geratenen Earls sowie John Comyn (III), Richard Siward, John Moubray, John of Inchmartin, David Graham, Alexander Menzies und Nicholas Randolph wurden in den Tower of London gebracht. Eduard I. dagegen stieß im Juli 1296 weiter nach Nordschottland vor. Er zog über die Mündung des Cowie nach Deeside, blieb fünf Tage in Aberdeen und zog dann über Kintore, Fyvie, Banff und Cullen bis an den Spey. Am 26. Juli erreichte er Elgin, den nördlichsten Punkt seines Feldzugs. Dann zog der König südwärts nach Rothes, wo er John de Cantilupe und John Hastings nach Badenoch sandte, um diese Herrschaft zu unterwerfen. Der König zog über Invercharach nach Kildrummy und weiter nach Süden. Der Bischof von Durham hatte ihn bis Elgin begleitet. In Rothes trennte er sich vom König und zog mit seinen Truppen vermutlich bis nach Kindrochit. Vor dem 22. August erreichte der König wieder Berwick. Dorthin berief er ein Parlament ein, bei dem er eine Anordnung zur Regierung von Schottland verkündete. Das Königreich wurde nicht aufgelöst, aber es wurde auch kein neuer Vasallenkönig eingesetzt. Robert Bruce of Annandale hatte Eduard I. gefragt, ob er jetzt den Thronanspruch seines Vaters einfordern könne, doch der König hatte ihn scharf zurückgewiesen. Eduard I. selbst beanspruchte nicht den Titel König der Schotten und auch nicht den Titel eines Lord of Scotland. Er ließ Schottland wie ein verwirktes Lehen besetzen, das nach dem geltenden Feudalrecht unter seiner Verwaltung blieb. Zum Statthalter ernannte er Earl Warenne, zum Treasurer Hugh Cressingham und zum Kanzler Walter of Amersham. William Ormsby ernannte er zum obersten Richter von Schottland, dazu ernannte oder bestätigte er Sheriffs und Burgkommandanten. Damit behielt Schottland eine eigene Verwaltung, doch wie das Fürstentum Wales oder die Lordschaft Irland war es dem englischen König untertan. Die schottischen Kroninsignien und den Stein von Scone ließ er nach England bringen. Mit dieser Entfernung eines der mystischen Symbole der schottischen Monarchie wollte der englische König den Stolz der Schotten brechen. Dabei sah sich Eduard I. völlig im Recht, da er nach seiner Ansicht als oberster Lehnsherr gegen seine rebellischen schottischen Vasallen gekämpft hatte, die sich dazu mit seinem Todfeind König Philipp von Frankreich verbündet hatten.

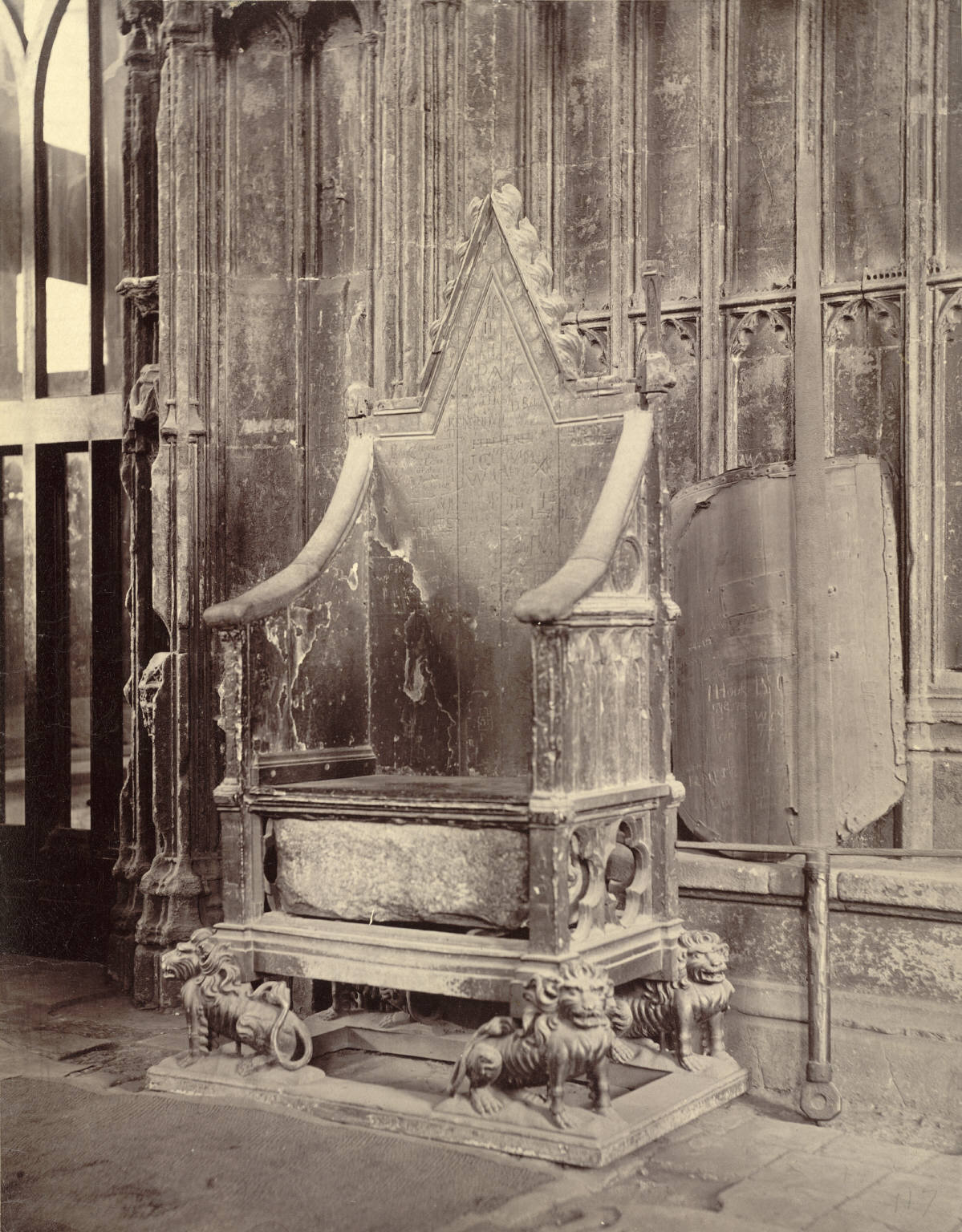
Der Stein von Scone unter dem Krönungsstuhl in Westminster Abbey. Fotografie aus dem 19. Jahrhundert.

Bereits während des Zugs von Eduard I. durch Schottland im Juli und August 1296 hatten ihm viele Schotten gehuldigt, und am 28. August huldigten ihm in Berwick zahlreiche weitere Schotten, deren Namen in der Ragman Roll festgehalten wurden. Vermutlich waren aber bei weitem nicht alle der 2000 Schotten, die in der Ragman Roll aufgelistet wurden, selbst anwesend. Stattdessen nahmen die Sheriffs die Huldigungen entgegen. Mit der Einsetzung einer neuen Regierung, mit der Gefangennahme der führenden schottischen Magnaten und nach der Huldigung der schottischen Adligen betrachtete Eduard I. das schottische Problem für gelöst. Er wandte sich nun dem Krieg mit Frankreich zu, dazu musste er in England den Widerstand einer Adelsopposition brechen. Sein Statthalter Earl Warenne fühlte sich in Schottland unbehaglich und zog sich auf seine Güter in Yorkshire zurück. Damit wurde Hugh Cressingham rasch zum tatsächlichen Leiter der Regierung.

## Schottische Revolte von 1297 bis 1304

### Beginn der Rebellion unter Wallace und Murray
Ein Großteil der schottischen Magnaten war in englischer Gefangenschaft, während andere wie der Earl of Dunbar, der Earl of Carrick und der Earl of Angus auf englischer Seite standen. Auch ein Teil der Bischöfe hatte dem englischen König gehuldigt, während die Bischöfe Fraser von St Andrews und Crambeth von Dunkeld im Exil in Frankreich waren. Drei weitere der zwölf schottischen Diözesen waren vakant. Obwohl damit ein Großteil der bisherigen politischen Führung ausgeschaltet war, bildete sich in Schottland rasch eine bewaffnete Opposition gegen die englische Herrschaft, deren Führer William Wallace wurde. Wallace konnte jedoch nicht allein einen landesweiten Aufstand organisieren, der auch nicht vorrangig von der einfachen Bevölkerung getragen wurde, wie Historiker noch in der ersten Hälfte des 20. Jahrhunderts glaubten. Wallace war aus dem Ritterstand und stammte aus Paisley, dem Zentrum der Besitzungen von James the Stewart, und war dessen Vasall. Der Stewart war einer der größten Magnaten Schottlands und unterstützte bei der Vorbereitung der Revolte Wallace, der unter seinen Vasallen hohes Ansehen genoss. Wallace wurde dazu von Bischof Robert Wishart von Glasgow unterstützt, der wie Stewart von 1286 bis 1292 als Guardian gedient hatte. Wishart besaß wie Stewart in ganz Schottland erheblichen Einfluss. Er und andere Geistliche befürchteten, dass der englische Erzbischof von Canterbury nun auch die schottische Kirche unter seine Oberhoheit bringen wollte. Unterstützt wurde er von William Lamberton, dem Kanzler der Diözese Glasgow. Während Wallace vor allem in Südschottland zum Führer der Opposition wurde, wurde unabhängig von ihm Andrew Murray, der einer alten Adelsfamilie entstammte, im Sommer 1297 zum Führer der Opposition in Nordschottland zwischen Spey und Dee. Dennoch war der Aufstand von 1297 nur zum Teil geplant, in vielen Teilen entlud sich die Unzufriedenheit mit der englischen Herrschaft in spontanen Revolten.
Die ersten Unruhen gab es Anfang 1297 in den westlichen Highlands, wobei diese Unruhen vielleicht noch gar nicht gegen die englische Herrschaft gerichtet waren. Vermutlich Anfang Mai kam es zu Revolten in Aberdeenshire und in Galloway. Als Wallace im Mai William Hesilrig, den englischen Sheriff von Lanarkshire ermordete, war dies das Signal für eine landesweite Rebellion. William Ormsby wurde von dem Aufstand in Scone überrascht und konnte den Rebellen nur knapp entkommen. Sir William Douglas, der ehemalige Verteidiger von Berwick und ein Schwager von James the Stewart, schloss sich Wallace an, und auch Stewarts Bruder John Stewart sowie Sir Alexander Lindsay und der Earl of Carrick unterstützten die Rebellion. Nördlich des Forth brach die englische Herrschaft rasch zusammen. Im Mai hatte Murray mit Hilfe der Bürger von Inverness Urquhart Castle angegriffen und bis Anfang August Inverness, Elgin, Banff und andere englische Burgen erobert. Nur wenige nordschottische Burgen blieben in englischer Hand.

### Englische Gegenmaßnahmen
Nachdem die englische Verwaltung in Schottland zusammengebrochen war, wandte sich Cressingham mit der Bitte um finanzielle Unterstützung an den König, da er keine Mittel hatte, um ein Heer zur Niederschlagung der Rebellion aufzustellen. Im Juni sandte König Eduard I. John Comyn of Badenoch und John Comyn, Earl of Buchan nach Schottland, um die Rebellion zu beenden. Sie wurden unterstützt von Bischof Henry Cheyne von Aberdeen, Countess Effie of Ross und Gartnait of Mar. In Nordengland stellten Henry Percy und Robert Clifford ein Heer auf. Sie zogen durch Annandale und Nithsdale nach Ayr, das sie Ende Juni erreichten. Angesichts der militärischen Überlegenheit der Engländer boten Stewart und Douglas in Irvine Kapitulationsverhandlungen an, die sich jedoch über mehrere Wochen hinzogen. Douglas wurde inhaftiert, nachdem er sich ergeben hatte. Der englische König hielt Schottland nun für befriedet und begann im August 1297 seinen Feldzug nach Flandern, um von dort den französischen König anzugreifen.
Die Situation in Schottland war jedoch für die Engländer nicht unter Kontrolle. Während die verbliebenen schottischen Magnaten mit der Kapitulation von Irvine als Führer ausfielen, zog Wallace im Juli ein Heer von Fußsoldaten im Selkirk Forest zusammen. Im August 1297 belagerte er erfolglos Dundee Castle. Damit war er jedoch über den Tay nach Norden vorgestoßen und verband sich mit Murray, der in Nordschottland die Oberhand behalten hatte. Die von Eduard I. nach Norden geschickten Comyns waren nur halbherzig gegen die Rebellen vorgegangen und hatten zu einem nicht bekannten Zeitpunkt die Seiten gewechselt. Über den Ablauf der Rebellion von Murray gibt es keine genauen Angaben, ebenso wenig, wann genau Murray und Wallace ihre Truppen vereinten. Wahrscheinlich bis Ende August konnten sie ihre Truppen vereinen und so ein stattliches Heer aufbieten, das allerdings vor allem aus Fußsoldaten bestand.

### Schlacht von Stirling Bridge
Im August marschierten Warenne und Cressingham schließlich mit einem englischen Heer in Schottland ein. Ihre Armee bestand aus einem stattlichen Ritterkontingent und starker, meist walisischer Infanterie. Ziel des Heers war Stirling, wo Warenne durch die Besetzung des Übergangs über den Forth die Verbindungen zwischen Nord- und Südschottland unterbrechen wollte. Beim Übergang über die Brücke von Stirling erlitt das englische Heer jedoch eine schwere Niederlage, bei der Cressingham getötet wurde. Diese Niederlage war für die Engländer gleich zweifach schockierend, denn es war für sie undenkbar gewesen, dass ein Ritterheer von bäuerlichen Fußsoldaten, dazu noch von Schotten geschlagen wurde. An dem schottischen Sieg hatte Murray vermutlich entscheidenden Anteil, doch er wurde wohl in der Schlacht so schwer verwundet, dass er an den Folgen etwa zwei Monate später starb.

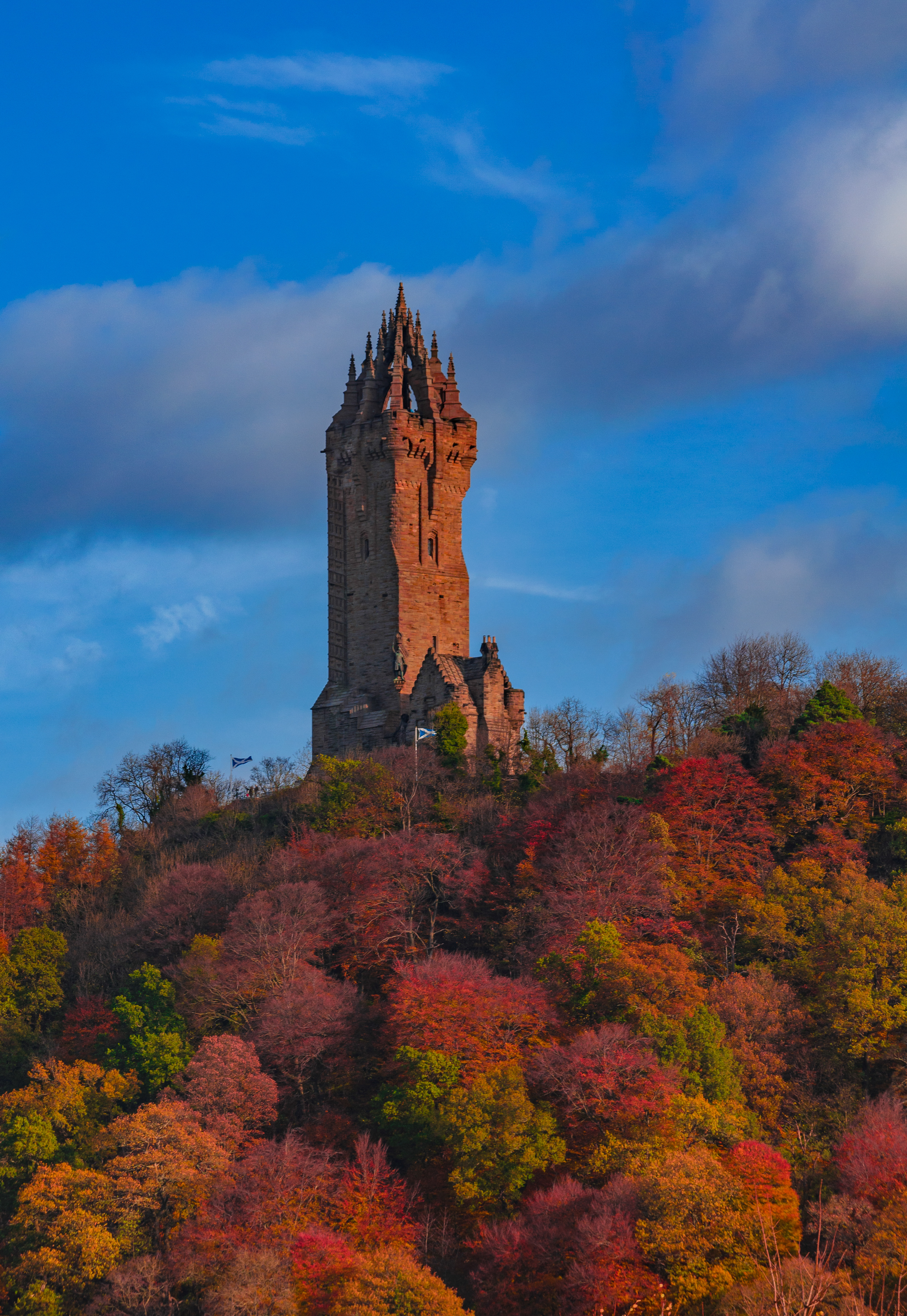
Das im 19. Jahrhundert bei Stirling errichtete Wallace Monument erinnert an William Wallace und Sieg in der Schlacht bei Stirling Bridge. Fotografie von 2018.

### Weitere Kämpfe und Schlacht bei Falkirk
Nach dem Sieg von Stirling Bridge und dem Tod von Murray war Wallace zum tatsächlichen Führer der Schotten geworden. Dabei sah er sich als Vertreter des weiter in englischer Gefangenschaft befindenden Königs John Balliol. Im befreiten Schottland ließ er nun systematisch, teils auch zwangsweise, weitere Truppen aufstellen. Im Oktober und November 1297 unternahm er einen Raubzug über die Grenze nach Northumberland. Die Schotten plünderten die Region zwischen Cockermouth und Newcastle, wobei die undisziplinierten Schotten grässliche Gräueltaten begingen. Ein großer Teil der englischen Bevölkerung einschließlich der Geistlichkeit floh ins County Durham südlich des Tyne. Erst angesichts heftiger Schneestürme zogen sich die Schotten im November 1297 über die Grenze zurück. Vor Weihnachten 1297 führten Warenne und Robert Clifford je einen kleinen englischen Gegenschlag. Clifford plünderte Annandale, wo seine Truppen zehn Dörfer niederbrannten. Dabei erlitt jedoch ein Teil seiner Reiterei in einem Hinterhalt schwere Verluste. In Ostschottland entsetzte Warenne Roxburgh und Berwick. Vermutlich im März 1298 wurde Wallace von einem nicht genannten Earl zum Ritter geschlagen und offiziell zum Guardian gewählt. Er konnte wohl das schlecht versorgte Stirling Castle erobern, aber ohne Belagerungsmaschinen konnte er Edinburgh, Roxburgh, Berwick und andere Burgen nicht einnehmen. Mitte Februar 1298 kündigte Eduard I. in einem Brief an Warenne an, dass er direkt nach seiner Rückkehr aus Flandern selbst einen Feldzug nach Schottland führen würde. Zugleich verbot er Warenne, selbst einen größeren Feldzug zu unternehmen. Zahlreiche schottische Ritter und Adlige, die bei Dunbar in Gefangenschaft geraten waren, hatten an dem englischen Feldzug nach Flandern teilgenommen. Dafür hatte ihnen der englische Königs die Freilassung versprochen. Nach dem Scheitern des englischen Feldzugs in Flandern waren aber viele Schotten, darunter der Earl of Atholl und John Comyn (III) zu den Franzosen übergelaufen. Sie kehrten nach Schottland zurück und schlossen sich Wallace an.
Im Sommer 1298 verlegte Eduard I. seine Regierung nach York und sammelte ein großes Heer, dem vermutlich mindestens 2000 Reiter und 12.000, vor allem walisische Fußsoldaten angehörten. Im Juli 1298 belagerte eine englische Vorausabteilung unter Bischof Antony Bek und John Fitzmarmaduke Dirleton Castle. Da sie keine Belagerungsmaschinen und nicht genügend Vorräte hatten, kehrte Fitzmarmaduke zum König zurück und bat um Unterstützung, wurde aber brüsk abgewiesen. Als aber drei Schiffe mit Vorräten bei den Belagerern eintrafen, konnten die Engländer die Burg wenig später erobern. Auch das englische Hauptheer, das nach Schottland eingefallen war, litt unter Nahrungsmangel. Aufgrund widriger Winde erreichten nur wenige Versorgungsschiffe Schottland. Dann jedoch erfuhren die Engländer, dass sich das schottische Heer unweit von ihnen bei Falkirk befand. In der folgenden Schlacht bei Falkirk schlug Eduard I. am 22. Juli das defensiv aufgestellte, zahlenmäßig unterlegene schottische Heer unter Wallace. Die meisten schottischen Magnaten waren geflohen, als sich die schottische Niederlage abzeichnete, und auch Wallace konnte entkommen. Eduard I. stieß mit seinem durch Hunger geschwächten Heer nur kurz weiter nach Fife vor. Dann wandte er sich gegen Ayr Castle, das jedoch von dem wieder auf schottischer Seite stehenden Earl of Carrick niedergebrannt worden war. Daraufhin zog Eduard I. wieder nach Süden und erreichte im September 1298 das nordenglische Carlisle.

### Fortsetzung des schottischen Widerstands durch die Guardians
In Carlisle erklärte Eduard I. am 25. September 1298 die Besitzungen von vielen schottischen Adligen für verwirkt und vergab sie an englische Adlige. Damit trieb er die schottischen Magnaten in einen erbitterten weiteren Widerstand. Nach der Niederlage bei Falkirk legte Wallace sein Amt als Guardian nieder und verließ wahrscheinlich vor 1299 zeitweise Schottland. Die Führung des Widerstands übernahmen nun Vertreter des Adels. Vor Dezember 1298 wurden Robert Bruce, Earl of Carrick und John Comyn (III) von Badenoch zu neuen Guardians gewählt. Trotz der Niederlage von Falkirk war ihre Lage nicht hoffnungslos. Im Gegensatz zu 1296 war der schottische Widerstand nicht gebrochen, der englische König hatte Schottland nicht erneut besetzen können, und abgesehen von den südostschottischen Burgen war fast ganz Schottland weiter in den Händen der Aufständischen. Die Guardians bauten zumindest teilweise wieder eine Verwaltung auf. Unterstützung erhielten sie durch William Lamberton, der noch auf Betreiben von Wallace zum neuen Bischof von St Andrews gewählt worden war, und durch David Moray, einem Verwandten des verstorbenen Guardian, der 1299 Bischof von Moray wurde. Den Schwerpunkt ihrer Tätigkeit als Guardians setzten Comyn und Carrick auf den Kampf gegen die englischen Besatzungstruppen, was teils zu neuen, schweren Verwüstungen in Südschottland, aber auch in Nordengland führte. Sie ließen nicht nur das nach Falkirk wieder an die Engländer gefallene Stirling Castle belagern, sondern wollten im Sommer 1299 auch Roxburgh Castle überfallen. Dabei wurden sie von den Earls of Buchan und Menteith sowie vermutlich vom Earl of Atholl, James the Stewart, Ingram de Umfraville, David Graham, David of Brechin und Robert Keith unterstützt. Angesichts der Stärke der englischen Garnison verzichteten die Schotten aber auf einen Angriff. Stattdessen besetzten sie den Forest of Selkirk, und es gelang ihnen, Simon Fraser zum Seitenwechsel zu bewegen. Dazu konnten sie einige Gefangene austauschen und einen Raubzug bis nach Edinburgh führen. Ein Angriff von Bruce auf Lochmaben Castle blieb ebenfalls erfolglos. Der englische König berief für den 6. Juni 1299 sein Heer für einen neuen Feldzug ein, doch obwohl er im Sommer 1299 in Northumberland war, führte er aus verschiedenen Gründen keinen neuen Feldzug nach Schottland. Die ausgehungerte Besatzung von Stirling Castle musste sich deshalb vor Ende 1299 ergeben. Die Schotten gewährten der Besatzung freien Abzug.

### Streit unter den schottischen Magnaten
Unter den Schotten hatten sich rivalisierende Fraktionen gebildet. Bei einer Ratsversammlung im August 1299 im Forest of Selkirk konnten nur mit Mühe Handgreiflichkeiten zwischen Comyn und Bruce verhindert werden. Der Konflikt konnte durch die Ernennung von Bischof Lamberton zum dritten Guardian zunächst beigelegt werden. Anschließend zogen sich die meisten schottischen Magnaten auf ihre Besitzungen zurück, um sie gegen befürchtete Angriffe zu verteidigen. Zwischen November 1299 und Mai 1300 legte Bruce dann sein Amt als Guardian nieder. Im Mai 1300 versuchte der Earl of Buchan, die Unterstützung des gälisch geprägten Adels aus Galloway zu gewinnen. Zwar hatten viele Bewohner von Galloway Wallace unterstützt, doch die führenden Familien MacCan und MacDougall unterstützten seit 1297 die Engländer im Kampf gegen die verhassten schottischen Nachbarn. Mit Ausnahme des Earl of Buchan, der noch in Galloway unterwegs war, hielten die anderen schottischen Magnaten am 10. Mai 1300 ein Parlament in Rutherglen ab. Dabei wurde als Nachfolger für Bruce Ingram de Umfraville als Guardian bestimmt.

### Diplomatische Erfolge der Schotten
Die Schotten hofften, dass Eduard I. aufgrund der Vermittlung des französischen Königs einen Waffenstillstand anbieten würde.
Der französische König empfing im April 1299 den Abt von Jedburgh und Sir John Wishart of the Carse, die als schottische Gesandte nach Frankreich gereist waren. Er versicherte ihnen, dass er das Bündnis von 1295 nicht vergessen hätte, doch er gewährte ihnen keine direkte militärische Unterstützung. Als Ergebnis der schottischen und französischen diplomatischen Bemühungen übergab der Papst 1299 John Balliol dem französischen König. Papst Bonifatius VIII. war den Schotten wohlgesinnt und antwortete im Juni 1299 auf ein Schreiben des englischen Königs, dass Schottland nicht dem englischen König, sondern der römischen Kurie untertan sei.

### Der englische Feldzug von 1300

#### Die Eroberung von Caerlaverock

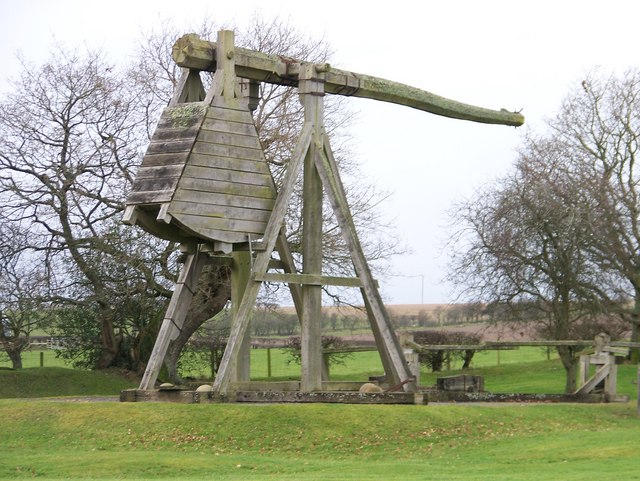
Rekonstruktion einer Belagerungsmaschine bei Caerlaverock Castle. Der Beschuss mit einem solchen Katapult führte 1300 zur Eroberung der Burg. Fotografie von 2009.

Erst im Juli 1300 führte Eduard I. einen neuen Feldzug nach Schottland. Für den Feldzug hatte der König 16.000 Fußsoldaten angefordert, doch zur Musterung in Carlisle erschienen nur etwa 9000 Mann. Hinzu kam die Reiterei, die in vier Schwadrone unter dem Kommando des Earls of Lincoln, von Earl Warenne, dem König selbst sowie des Thronfolgers Eduard standen. Der junge und unerfahrene Thronfolger wurde dabei vom erfahrenen Militär John de St John unterstützt. Am 4. Juli stieß die Armee nach Südwestschottland vor, um Galloway zu unterwerfen. Über den Feldzug berichtet der Song of Caerlaverock eines unbekannten Dichters. Der Feldzug verlief allerdings ohne größere Gefechte, so dass das Gedicht hauptsächlich von der Belagerung und Eroberung von Caerlaverock Castle berichtet, einer kleineren, eher unbedeutenden Burg, die nach dem Beschuss durch ein Katapult erobert wurde. Der König ließ einen Teil der Garnison durch Hängen hinrichten, der Kommandant und elf weitere wurden in Newcastle eingekerkert. Nach der Eroberung von Caerlaverock zog die englische Armee weiter nach Galloway, wobei eine englische Flotte das Heer begleitete und mit Proviant versorgte. Eduard I. wies das Angebot von Bischof Thomas of Dalton von Whithorn, Friedensgespräche zu führen, zurück. In Kirkcudbright verhandelte er zwei Tage ergebnislos mit John Comyn (III) of Badenoch und dem Earl of Buchan. Da diese die Wiedereinsetzung von Balliol und die Rückgabe von beschlagnahmten Ländereien forderten, brach Eduard I. die Verhandlungen verärgert ab.

#### Das Gefecht am Cree
Kurz darauf kam es an der Mündung des River Cree zu einem Scharmützel. Die Schotten griffen überraschend eine Gruppe Engländer an, die Lebensmittel für die Armee suchten. Die Engländer erhielten aber rasch Verstärkungen, so dass sie den Angriff abschlagen konnten und Sir Robert Keith, den schottischen Marechal gefangen nehmen konnten. Am 8. August erreichte die englische Hauptarmee das Flussufer. Die englischen Bogenschützen beschossen die schottischen Truppen am gegenüberliegenden Ufer, die sich zur Schlacht aufstellten. Dann führte bei Niedrigwasser der Earl of Hereford seine Fußsoldaten über den Fluss. Der König wollte aber seine Reiterei auf seinem rechten Flügel geschlossen einsetzen und bat Hereford, seine Truppen zurückzuziehen. Hereford verstand den Befehl falsch und griff mit seinen Soldaten die Schotten an. Auf morastigen Untergrund und bei starken Regen kam es nun zu einem Gefecht, in dem die berittenen Abteilungen des Königs und des Thronfolgers eingriffen. Daraufhin zogen sich die Schotten in die umgebenden Moore zurück. Die schottischen Verluste waren gering, allerdings verloren sie einen großen Teil ihrer Ausrüstung. Aufgrund des unwegsamen Geländes konnten die englischen Ritter sie nicht verfolgen, weshalb es Eduard I. bedauerte, für den Feldzug keine leichtbewaffneten walisischen Fußsoldaten aufgeboten zu haben. Diese hätten die Schotten in dem unwegsamen Gelände verfolgen können. Nur der schottische Laird Robert Baird of Strathaven geriet in Gefangenschaft und wurde zusammen mit Robert Keith nach Südengland gebracht.

#### Abbruch des Feldzugs und Abschluss eines Waffenstillstands

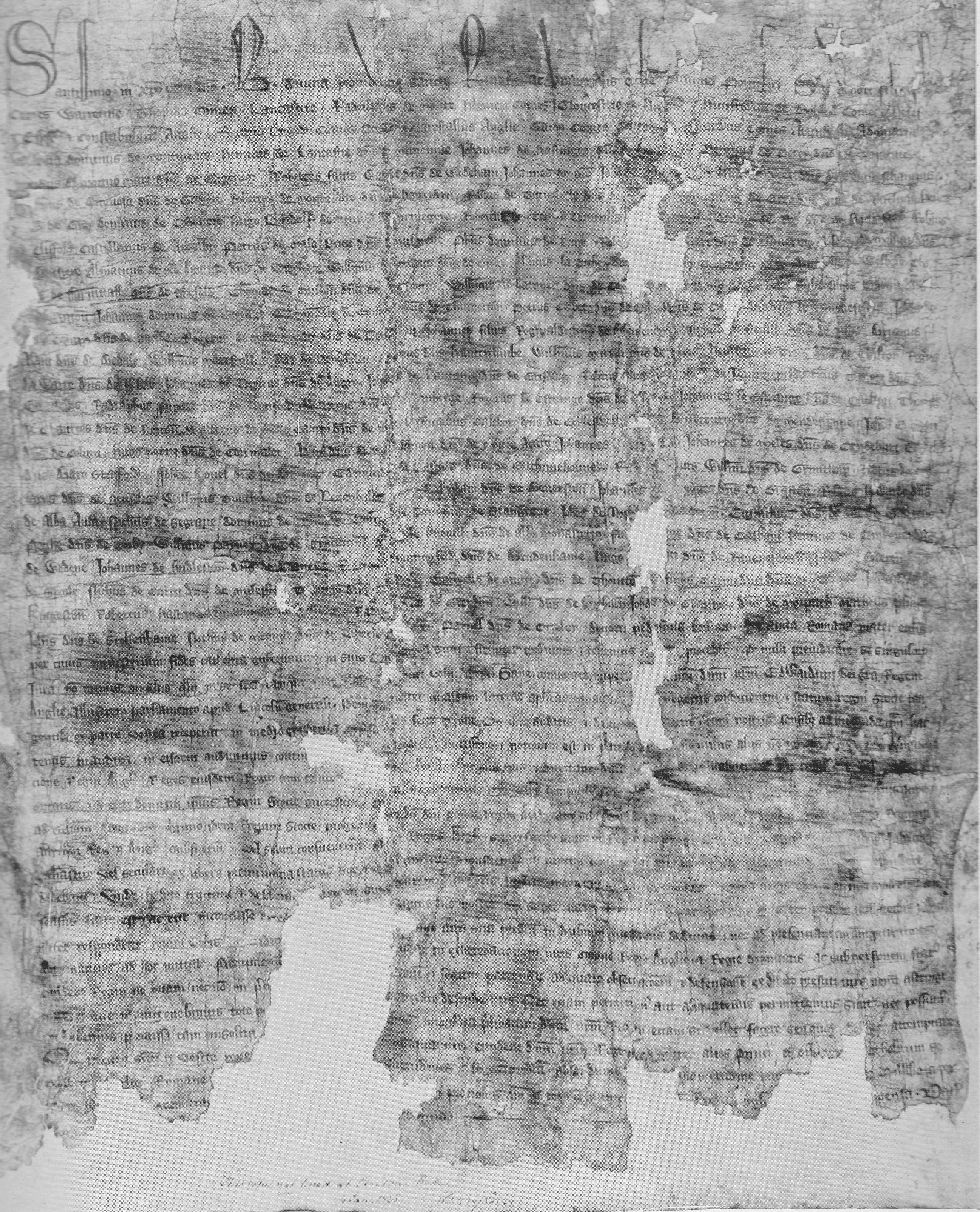
Kopie des Briefs der englischen Barone an den Papst

Nach dem Gefecht am Cree wurden die Nahrungsmittel der englischen Armee knapp. Es gelang dem König immer weniger, seine Armee zusammenzuhalten. Zahlreiche Fußsoldaten desertierten. Auch viele der Magnaten erkannten, dass der Feldzug erfolglos war, und verließen teilweise das Heer. Schließlich erkannte auch der König, dass der Feldzug gescheitert war, und kehrte frustriert nach Carlisle zurück. Die Schotten hatten trotz der Niederlage am Cree und der Eroberung von Caerlaverock dem englischen Angriff widerstanden. Im Oktober rückte der englische König mit einer kleinen Streitmacht nach Dumfries vor, wo er die Befestigungen inspizierte, ehe er Anfang November nach Carlisle zurückkehrte. Vermutlich in Dumfries hatte er am 31. Oktober einen bis zum 21. Mai 1301 befristeten Waffenstillstand mit den Schotten geschlossen. Über den Verlauf des Feldzugs enttäuscht, wies Eduard I. weitere Verhandlungsangebote der Schotten barsch zurück und drohte, Schottland von Ost nach West zu verwüsten.

#### Weitere diplomatische Bemühungen der Schotten und der Engländer
Noch während des Feldzugs in Schottland überbrachte Erzbischof Winchelsey von Canterbury dem englischen König in Sweetheart Abbey die päpstliche Bulle Scimus fili. In dieser tadelte der Papst den englischen König für den Feldzug, und vor allem bestritt er den Anspruch des englischen Königs auf die Herrschaft in Schottland. Die Engländer reagierten zunächst mit einem von zahlreichen Baronen besiegelten Schreiben an den Papst, das vermutlich im Januar 1301 während eines Parlaments in Lincoln verfasst wurde. In diesem Brief erklärten sie, dass der Papst kein Recht besäße, sich in den englisch-schottischen Streit einzumischen, da der Streit eine innere Angelegenheit sei. Im November 1300 hatte der englische König mit dem Earl of Lincoln und Hugh Despenser eine hochrangige Delegation zur Kurie geschickt, um zu erreichen, dass der Papst die englische Oberhoheit über Schottland anerkennen würde. Dies versuchten die schottischen Vertreter bei der Kurie, vor allem der hochgebildete Master Baldred Bisset zu verhindern. Er und die anderen schottischen Gesandten versuchten, den Papst zu bewegen, dass er über den englisch-schottischen Krieg entscheiden solle. Dabei waren die Schotten untereinander weiterhin zerstritten. Zwar arbeiteten Lamberton, Comyn und Umfraville bis Ende 1300 als Guardians zusammen, doch dann zerstritten auch sie sich. Zwischen Dezember 1300 und Mai 1301, vermutlich Anfang 1301, legten sie ihr Amt nieder. An ihrer Stelle wurde John de Soules zum alleinigen Guardian bestimmt. Soules bezeichnete sich offen als Vertreter des weiter im Exil lebenden John Balliol und arbeitete als Guardian eng mit Bischof Lamberton zusammen.

### Der englische Feldzug von 1301

#### Aufstellung der Armeen
Nach dem Fehlschlag des Feldzugs von 1300 plante Eduard I. im nächsten Jahr einen neuen Feldzug, der sich zunächst gegen Südwestschottland richten und die Verbindungen zwischen diesem Landesteil und dem restlichen Schottland stören sollte. Am 1. März 1301 befahl der König in Lincoln, dass sich vor dem 24. Juni zwei Armeen für einen neuen Vorstoß nach Schottland sammeln sollten. Die größere, östliche Armee sollte sich in Berwick sammeln und vom König kommandiert werden, während die westliche Armee in Carlisle vom zum Prince of Wales erhobenen Thronfolger geführt werden sollte. Damit sollte der junge Thronfolger die Möglichkeit erhalten, sich militärisch auszuzeichnen. Zu seiner Streitmacht gehörten erfahrene Militärs wie die Earls of Lincoln, Hereford, Earl of Arundel und Gloucester, dazu weitere Magnaten wie Thomas und Henry of Lancaster, William Martin, Reginald Grey, Edmund Mortimer, John Hastings und Theobald de Verdon. Dazu kamen junge Esquires wie Gilbert de Clare of Thomond und Piers Gaveston. Insgesamt standen etwa 300 men-at-arms unter dem Kommando des Thronfolgers, darunter zehn Bannerets, etwa siebzig Ritter und über 200 weitere gepanzerte Reiter, dazu kamen zahlreiche leichte Reiter und Fußsoldaten. Dazu wurde die Armee durch ein starkes irisches Aufgebot aus Rittern, leichten Reitern und Bogenschützen unter dem Justiciar of Ireland John Wogan verstärkt, dem mit John FitzThomas und Peter de Bermingham zwei der wichtigsten anglo-irischen Magnaten angehörten.

#### Vormarsch des Prince of Wales
Über den Zug der Armee des Prince of Wales ist nur wenig bekannt. Wahrscheinlich war die Armee nicht entlang der Küste gezogen, sondern möglicherweise durch das Nithsdale auf direktem Weg zum Firth of Clyde. Dann wandte sich die Armee gegen Turnberry Castle. Diese Burg des Earl of Carrick wurde vor dem 2. September eingenommen. Gegen das schwerfällige englische Heer führten die von Soules geführten mobilen Schotten einen Kleinkrieg und konnten vom Prince of Wales nicht gestellt werden. Stattdessen bedrohten sie die Flanken des englischen Heeres. Am 7. und 8. September führten Soules und Ingram de Umfraville einen kühnen, aber erfolglosen Angriff auf Lochmaben. Die englische Garnison des eroberten Turnberry Castle wurde ebenso wie die Garnison von Ayr Castle durch eine große schottische Streitmacht bedroht, die vermutlich großteils vom Earl of Carrick aufgestellt worden war. Anstatt sich nach Norden zu wenden, um sich mit der Armee des Königs zu vereinen, zog sich der Prince of Wales schließlich über Loch Ryan nach Carlisle zurück.

#### Vormarsch des englischen Königs
Der König zog von Berwick aus durch das Tweeddale und besetzte Selkirk und Peebles, um den Forest of Selkirk unter seine Kontrolle zu bringen. Dann zog das Heer entlang des Clyde bis zum 23. August nach Glasgow. Dann belagerte der König Bothwell Castle, das trotz schottischer Entlastungsangriffe vor dem 24. September erobert wurde. Durch den Rückzug des Prince of Wales war die geplante Zangenbewegung des englischen Heeres aber gescheitert. Der König hoffte im Oktober noch, eine Bootsbrücke über den Firth of Forth zu bauen und die Belagerung von Stirling Castle wiederaufnehmen zu können. Dies scheiterte jedoch, unter anderem wegen des Wintereinbruchs. Danach bezog der König Winterquartier in Linlithgow, wo am 14. November der Prince of Wales zu ihm stieß. Da die Schotten eine offene Schlacht vermieden hatten, hatten beide Armeen keine nennenswerten Erfolge erzielt. Dem englischen König ging das Geld für den Sold und seinem Heer der Proviant aus, worauf zahlreiche Fußsoldaten desertierten. Auch zahlreiche Pferde verendeten wegen Futtermangel.

#### Waffenstillstand und Seitenwechsel des Earl of Carrick
Eduard I. befahl im November die Aufstellung neuer Infanteriekontingente für Januar 1302, doch aufgrund des Drucks des Papstes und des französischen Königs war er schließlich zu einem Waffenstillstand bereit. Dieser wurde am 26. Januar 1302 in Newcastle geschlossen und war bis November 1302 befristet. Die umfangreichen Vorbereitungen für eine Fortsetzung des Feldzugs im kommenden Frühjahr wurden abgebrochen, so dass die Schotten weiter im Besitz großer Gebiete von Südwestschottland blieben. Vor dem 16. Februar 1302 ergab sich aber der Earl of Carrick aus freien Stücken John de St John, dem englischen Kommandanten von Annandale und Galloway. Der Grund für diesen Seitenwechsel war vermutlich die Furcht von Carrick, dass nach dem Abschluss des Waffenstillstands der englische König erneut John Balliol als schottischen König anerkennen könnte. Der Papst hatte Balliol dem mit den Schotten verbündeten französischen König übergeben. Unter Balliol als König hätte Bruce um seine Besitzungen fürchten müssen, vor allem Annandale, aber auch Carrick. Bruce heiratete nach seinem Seitenwechsel Elizabeth de Burgh, eine Tochter von Richard de Burgh, 2. Earl of Ulster, einem entschlossenen Unterstützer des englischen Königs. Nicht nur Bruce, sondern auch mehrere andere Schotten wie Alexander Abernethy wechselten um diese Zeit die Seiten.

### Abschluss des Friedens von Paris und Folgen für Schottland
Während die Engländer im Sommer 1302 keinen neuen Feldzug in Schottland führten, hatte der Krieg zwischen Frankreich und Flandern für Schottland weitreichende Folgen. Gegen die Flamen erlitt der französische König im Juli 1302 in der Sporenschlacht eine schwere Niederlage. Daraufhin konzentrierte der französische König seine Bemühungen ganz auf den Krieg mit Flandern und gab die Unterstützung der Schotten fast gänzlich auf. Eine hochrangige schottische Delegation, darunter John de Soules, Bischof Lamberton, der Earl of Buchan, James the Stewart, Ingram de Umfraville und William Balliol, war zwar im Herbst 1302, möglicherweise sogar mit freiem Geleit des englischen Königs, nach Paris gereist. Trotz der diplomatischen Bemühungen der Schotten schloss Frankreich im Mai 1303 den Frieden von Paris mit England. Die Schotten wurden entgegen den Versprechungen des französischen Königs von dem Frieden ausgeschlossen. Auch Papst Bonifatius VIII. stand nicht mehr ganz auf schottischer Seite. 1302 tadelte er den Bischof von Glasgow, dass er den Krieg weitertreiben würde, und er forderte die schottischen Bischöfe auf, sich mit dem englischen König zu verständigen.

### Englischer Feldzug von 1303 bis 1304

#### Schottischer Erfolg bei Roslin

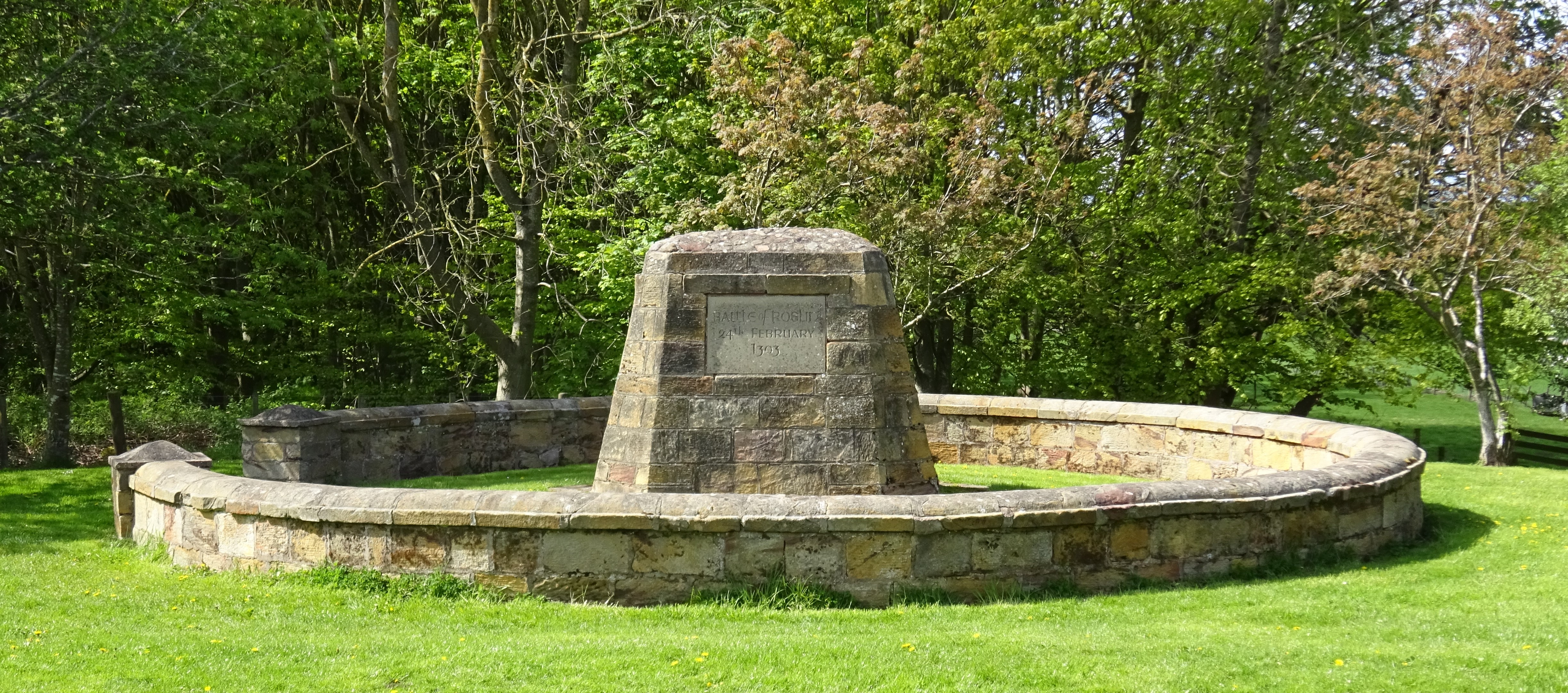
Denkmal für die Schlacht bei Roslin

Als der Waffenstillstand mit Schottland im November 1302 auslief, war der englische König noch nicht bereit für einen neuen Feldzug nach Schottland. Erst für Mai 1303 berief er sein Heer für einen neuen Feldzug ein. Bis dahin sollte sein Statthalter John Seagrave einen Vorstoß in die schottisch kontrollierten Gebiete westlich von Edinburgh führen. Für die Schotten hatte nach der Abreise von John de Soules nach Frankreich John Comyn of Badenoch wieder das Amt des Guardians übernommen. Er überraschte am 24. Februar 1303 zusammen mit Simon Fraser eine von Seagrave geführte englische Reiterbrigade. In der Schlacht von Roslin geriet Seagrave schwer verwundet in Gefangenschaft, während der Beamte Ralph Manton, der das englische Heer begleitet hatte, getötet wurde. Eine wenig später eintreffende zweite englische Brigade unter Robert Neville of Raby konnte jedoch Seagrave wieder befreien und damit einen schottischen Triumph verhindern. Die Schlacht hatte aber deutlich gemacht, dass der Forest of Selkirk ein wichtiger schottischer Rückzugsort war. In dem Wald hatten die Engländer einen Peel errichtet, der von Alexander Balliol of Cavers verteidigt wurde, aber im Januar 1303 von den Schotten erobert wurde.

#### Der große englische Feldzug von 1303 bis 1304
Angesichts des anhaltenden schottischen Widerstands plante Eduard I. für Mai 1303 einen groß angelegten geführten Feldzug nach Schottland. Das Heer war zwar kleiner als das der Feldzüge von 1296, 1298 und 1301, doch dem Heer gehörten zahlreiche englische Magnaten wie die Earls of Lancaster, und Warwick, Aymer de Valence, der Earl of Ulster als Führer eines irischen Kontingents sowie die schottischen Earls of Atholl und Strathearn an. Auch Robert Bruce verstärkte das Heer durch ein starkes Aufgebot aus Südwestschottland. Die Schotten waren dagegen durch die Abwesenheit mehrerer Magnaten geschwächt, die nach dem englisch-französischen Friedensvertrag weiter in Frankreich festsaßen. Am 30. Mai verließ der englische König Roxburgh. Er hatte in Bishops Lyn Bootsbrücken vorbereiten lassen, die mit Schiffen zum Firth of Forth gebracht wurden. Mit Hilfe dieser Brücken konnte das englische Heer Stirling Castle umgehen, den Firth of Forth überqueren und damit eine zeitaufwändige Belagerung der Burg vermeiden. Stattdessen fielen die Engländer direkt in Fife ein. Plündernd und zerstörend zog das englische Heer nach Norden. Ende Juli erreichte das Heer Brechin und belagerten die von Thomas Maule gehaltene Burg. Maule fiel am 9. August, worauf die Garnison sich ergab. Danach zogen die Engländer weiter nach Norden, ohne dass von weiterem Widerstand berichtet wird. Nach späteren, aber unbestätigten Berichten sollen sich aber Urquhart und Cromarty Castle erst nach erbittertem Widerstand ergeben haben. Über Aberdeen zog der König nach Kinloss Abbey am Ufer des Moray Firth, den er am 14. September 1303 erreichte. Dies war der nördlichste Punkt, den eine englische Armee in dem Krieg erreichte. Aus Mangel an Vorräten und ohne dass sich die Schotten zum Kampf gestellt hatten, zogen sich die Engländer zurück. Am 5. November erreichte der König Dunfermline Abbey in Fife, wo er sein Winterquartier bezog. Der Prince of Wales zog am 24. November weiter nach Perth, wo er bis zum 7. März 1304 blieb. Danach zog er wieder nach Dunfermline zum König.

#### Schottische Kapitulation von 1304

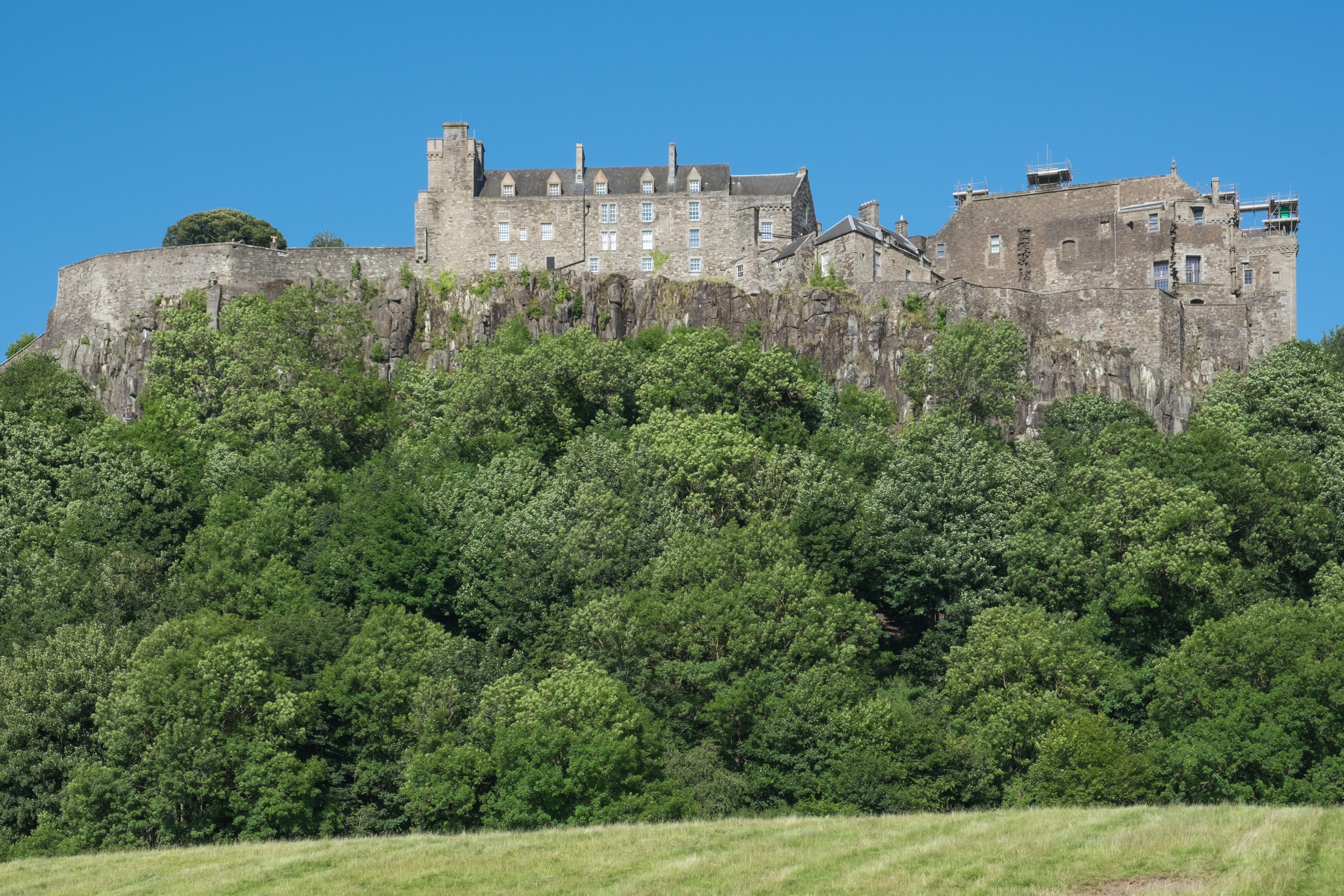
Stirling Castle 2017. Während des Ersten Schottischen Unabhängigkeitskriegs war die aufgrund ihrer Lage strategisch wichtige Burg häufig umkämpft und wurde mehrfach zerstört.

Der König wollte die Schotten beeindrucken und zur Aufgabe zwingen, da sie nach dem Frieden Englands mit Frankreich von dort keine Unterstützung mehr erwarten konnten. Tatsächlich konnten die Schotten gegen die überlegene englische Armee nur wenig ausrichten. Ohne Aussicht auf Unterstützung durch Frankreich war ihre militärische Situation hoffnungslos geworden. John Comyn of Badenoch verfügte zwar im Herbst 1303 in Südschottland über 100 Reiter und 1000 Fußsoldaten und führte einen Raubzug bis nach Drymen in Lennox. Die Überwinterung des englischen Heeres in Schottland und damit die Aussicht, dass der Kampf im Frühjahr fortgeführt würde, besiegelten die schottische Niederlage. Comyn traf ab dem 5. Februar 1304 Valence, Henry de Percy, John Binstead und Robert Fitz Payn in Strathord nördlich von Perth und führte Kapitulationsverhandlungen. Er wollte sich aber nicht bedingungslos ergeben und forderte, dass es gegen die schottischen Rebellen keine Sanktionen und Enteignungen geben solle. Beide Seiten sollten ihre Gefangenen ohne Bedingungen freilassen. Eduard I. zeigte sich gegenüber den Schotten gnädig und stimmte mit einigen Ausnahmen den Forderungen von Comyn zu. Darauf unterwarf sich Comyn am 9. Februar 1304 in Strathord formal dem englischen König. Als Folge davon ergaben sich um Februar 1304 die meisten anderen schottischen Adligen. Nur William Wallace wurde von der Gnade des englischen Königs ausgenommen. Noch im Februar unternahmen die Engländer eine von Seagrave, Clifford und Latimer geführte und von Robert Bruce unterstützte Chevauchée in den Forest of Selkirk, wo sie die Truppe von Fraser und Wallace bei Happgrew unweit von Peebles zersprengen konnten. Wallace und Fraser setzten mit ihren bescheidenen verbliebenen Kräften den Widerstand fort, und auch die von William Oliphant geführte Besatzung des mächtigen Stirling Castle verweigerte die Übergabe. Im Mai 1304 begann Eduard I. mit der Belagerung der Burg, bis sich die Garnison nach drei Monaten Beschuss durch Belagerungsmaschinen Ende Juli ergab. Die schottischen Unterhändler aus Frankreich kehrten nach der Zusicherung von freiem Geleit nach Schottland zurück. Der englische König verhängte zwar eine Reihe von Exilstrafen, doch keine Enteignungen. Bereits enteignete Güter durften die Besitzer gegen hohe Geldstrafen zurückerwerben. Von diesen Zugeständnisse waren der Stewart, John de Soules und Ingram de Umfraville ausgenommen, die nicht eher begnadigt werden sollten, bis Wallace gefangen genommen worden war.

## Neuordnung von Schottland nach der Eroberung
Nach der Aufgabe der meisten Magnaten und der Eroberung von Stirling Castle schien Schottland weitgehend befriedet. Auch wenn die englische Herrschaft hart war, so war sie nicht tyrannisch. Eduard I. fühlte sich zu Recht als Herr von Schottland, achtete dabei aber auch auf die Einhaltung des geltenden englischen Rechts. Entsprechend berief er im März 1304 ein schottisches Parlament ein. Zahlreiche Schotten schworen dem König im März 1304 die Treue, darunter Malcolm, 5. Earl of Lennox, Sir John of Cambo, Sir John de la Hay, Sir William Murray of Drumsargard, Sir William Murray of St Fort und Sir Edmund Ramsay. Sie hatten teils bis zu acht Jahre lang gegen die Engländer gekämpft. Im Mai 1304 erhielt der Earl of Buchan seine Besitzungen außer den Burgen von Old Slains und Balvenie zurück, und auch die Temporalien von Bischof Lamberton wurden zurückgegeben. Während des Parlaments im Frühjahr 1305 wurden Robert Wishart, Robert Bruce und John Moubray zu Ratgebern des Königs ernannt. Zehn Schotten sollten ausgewählt werden, um Schottland im englischen Parlament zu vertreten. Zusammen mit John Seagrave als Statthalter von Lothian und John Sandale als Chamberlain of Scotland wählten die drei schottischen Ratgeber die zehn Vertreter aus. Gewählt wurden je zwei Bischöfe, Äbte, Earls und Barone sowie je ein Vertreter für Schottland nördlich und ein Vertreter für Schottland südlich des Forth. Die zehn Vertreter nahmen im September 1305 am englischen Parlament in Westminster teil. Während dieses Parlaments wurden die Ordinances für die Verwaltung von Schottland erlassen. Dabei wurde Schottland als Land, also als Teil von England und nicht mehr als eigenes Königreich bezeichnet. Die Regierung übernahmen John of Brittany als Statthalter, William of Bevercotes als Kanzler und John Sandale als Chamberlain. Das Parlament ernannte vier Richterpaare, die je aus einem Schotten und aus einem Engländer bestanden. Dazu wurden Sheriffs und Burgkommandanten ernannt, wobei die strategisch wichtigen Burgen englische Kommandanten behielten. Weiter wurde ein 22-köpfiger schottischer Rat gebildet, um den Statthalter zu beraten. Ihm gehörten vor allem vier Bischöfe, fünf Earls, darunter Buchan und Bruce sowie neun Barone an. Dennoch blieb die eigentliche Macht beim englischen Statthalter, seinem Kanzler und dem Chamberlain. Im August 1305 wurde William Wallace von Soldaten im Dienst von John Menteith gefangen genommen. Er wurde nach London gebracht, als Verräter verurteilt und quasi als Sündenbock grausam hingerichtet. Da John of Brittany sein Amt als Statthalter im Herbst 1305 noch nicht angetreten hatte, wurde am 26. Oktober 1305 die Verwaltung übergangsweise an Bischof Lamberton, John Sandale, Sir Robert Keith und Sir John Kingston übertragen. Ihr Mandat wurde am 16. Februar 1306 verlängert.

## Die Rebellion von Robert Bruce von 1306 bis 1308

### Vorbereitungen für die Rebellion
Robert Bruce hatte 1304 seinen Vater beerbt und war nun ein reicher anglo-schottischer Magnat. Seit 1302 hatte er die Engländer im Kampf gegen die Schotten unterstützt, auch wenn ihm Eduard I. offenbar nicht voll vertraute. Tatsächlich war er wohl nur nach außen hin ein loyaler Untertan des englischen Königs, der in Wirklichkeit bereits seit längerem nach der Krone strebte, nach der bereits sein Großvater gestrebt hatte. Bruce hatte wahrscheinlich im Juni 1304 mit Bischof Lamberton ein Bündnis geschlossen und im Herbst 1305 mit Wishart und Lamberton über die Chancen eines neuen Aufstands diskutiert.

### Ablauf der Rebellion

#### Ermordung von Comyn

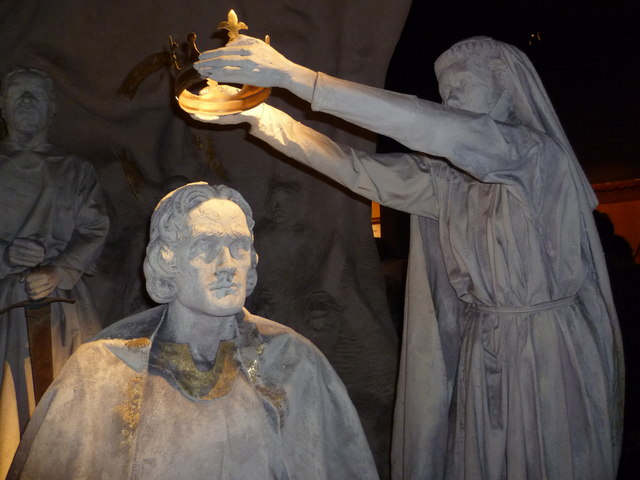
Die Countess of Buchan krönt Robert Bruce. Moderne Darstellung in einer Ausstellung in Edinburgh Castle

Im Februar 1306 war Robert Bruce in Lochmaben, während John Comyn im unweit gelegenen Dalswinton war. Eduard I. war krank und hatte offenbar nicht mehr lange zu leben, so dass Bruce den Zeitpunkt für einen Aufstand gekommen sah. Am 10. Februar trafen sich Bruce und Comyn in der Franziskanerkirche in Dumfries. Dort weihte Bruce Comyn offenbar in seine Pläne ein, was dieser wohl aus Loyalität zu John Balliol zurückwies. Während des folgenden Streits ermordete Bruce Comyn. Über die Ermordung Comyns gibt es mehrere Legenden, die offensichtlich unwahr sind. Nach einer Legende soll Comyn Bruce vor Eduard I. angeklagt haben, worauf dieser sich vor einem Parlament verantworten musste. Ralph de Monthermer, Earl of Hertford warnte ihn, worauf Bruce flüchten konnte. Diese teils romantischen Geschichten sind sehr zweifelhaft, schon allein weil im besagten Zeitraum kein englisches Parlament stattgefunden hatte. Wahrscheinlich hat Bruce sich seit April 1305 nur in Schottland aufgehalten und war nicht in England gewesen.

#### Krönung in Scone
Nach der Ermordung von Comyn war Bruce zum Handeln gezwungen, denn zum einen hatte er sich die mächtigen Comyns zum Feind gemacht und auch der englische König würde den Mord sicher nicht ungestraft lassen. Dazu wurde Bruce sofort exkommuniziert, da der Mord in einer Kirche geschehen war. Bereits sechs Wochen nach der Ermordung von Comyn ließ sich Bruce in Scone zum König erheben, was daraus schließen lässt, das er den Plan bereits länger verfolgt hatte. Die Countess of Buchan nahm das traditionelle Recht ihrer Familie wahr und setzte Bruce als König ein. Zuvor hatten Bruce und seine Unterstützer die Burgen von Dumfries, Dalswinton, Tibbers und Ayr besetzt, während Robert Boyd of Cunningham Rothesay Castle eroberte und Inverkip belagerte. Dazu kam er durch Tausch in den Besitz von Dunaverty Castle, so dass er in den Besitz von fünf westschottischen Burgen am Firth of Clyde gelangt war. Bevor er dann nach Scone zog, traf er in Glasgow Robert Wishart, der ihm für den Mord in Dumfries die Absolution erteilte. Bei der Krönungszeremonie waren Abt Henry of Scone, die Bischöfe Lamberton, Wishart und Murray sowie Abt Maurice of Inchaffray zugegen, dazu die Earls of Atholl, Lennox und Menteith sowie vielleicht der junge Earl Donald of Mar, dessen Vormund Bruce war. Direkt anschließend ergriffen Bruce und seine Unterstützer die militärische Initiative. Bischof Wishart konnte Cupar Castle in seine Gewalt bringen. Kirkintilloch wurde belagert, während Bruce nach Südwestschottland zog, um weitere Unterstützung zu erlangen.
Bruce wurde bei seiner Rebellion von Adligen aus ganz Schottland unterstützt. Aus Lothian erhielt er allerdings nur wenig Unterstützung, da diese Region das Zentrum des englisch besetzten Schottlands war und eng unter englischer Kontrolle stand. Auch die Mehrheit der Magnaten wie die Earls of Caithness, Sutherland, Ross, Buchan und Dunbar standen der Rebellion von Bruce ablehnend gegenüber. Sie hatten teils nicht nur umfangreiche Besitzungen in England zu verlieren, sondern sie betrachteten John Balliol weiter als ihren rechtmäßigen König. Dazu verurteilten sie die Ermordung Comyns. Aus diesen Gründen sahen viele der schottischen Magnaten Bruce zunächst als Usurpator an und unterstützten seine Rebellion nicht. Auch aus Nordschottland, aus Lorne, Lochaber, Badenoch, Buchan oder aus dem südwestschottischen Galloway erhielt Bruce wenig Unterstützung.

#### Vorbereitung des englischen Gegenschlages
Eduard I. wollte zunächst nicht wahrhaben, dass der bislang loyale Bruce ihn verraten hatte. Am 5. April ernannte er dann Aymer de Valence zum Statthalter von Schottland und stattete ihn mit weitgehenden Vollmachten aus, um die Rebellion niederzuschlagen. Valence durfte das Draggon Banner führen, was bedeutete, dass er einen rücksichtslosen Krieg führen und keine Gnade zeigen durfte. Ursprünglich sollte Valence alle Gefangenen töten, doch diesen Befehl widerrief Eduard I. wenig später. Damit sollten nicht nur kleinere Ritter geschont werden, sondern der König wollte vor allem Bruce, Fraser und Atholl lebend in seine Gewalt bekommen, um sie grausam hinzurichten. Dazu berief Eduard I. für den 8. Juli sein Heer nach Carlisle ein. Die Besitzungen von Bruce und seinen Unterstützern vergab der englische König an seine englischen Unterstützer. Dabei war er besonders großzügig gegenüber seinen schon zuvor reichen Magnaten, während kleinere Ritter oder einfache Soldaten während des Krieges kaum Chancen zum Aufstieg hatten.

#### Schlacht bei Methven
Bevor jedoch der englische König mit seinem Heer nach Schottland ziehen konnte, ging Valence entschlossen gegen Bruce und seine Unterstützer vor. Vor dem 9. Juni war Bischof Lamberton bereit, sich zu ergeben. Bischof Wishart wurde in Cupar Castle gefangen genommen. Beide Bischöfe wurden zusammen mit dem Abt von Scone in südenglische Kerker gesperrt, und nur dank ihres geistlichen Stands ließ der König sie nicht hängen. Vor dem 18. Juni hatte Valence Perth besetzt, worauf Bruce dorthin zog, um sich zur Schlacht zu stellen. Valence griff jedoch überraschend das schottische Lager an und konnte Bruce und seinen Unterstützern am 19. Juni in der Schlacht bei Methven eine schwere Niederlage beibringen.

#### Flucht und Verfolgung der Rebellen

##### Niederlage von Bruce im Gefecht bei Dalry
Nach der Niederlage bei Methven flüchtete Bruce mit nur wenigen Gefolgsleuten nach Drumalban, wobei er von Abt Maurice of Inchaffray unterstützt wurde. Im Tal des Strathfillan versperrte ihnen im Juli oder August 1306 der feindlich gesinnte John of Lorne den Weg. in dem folgenden Gefecht bei Dalry wurde die Streitmacht von Bruce zerschlagen. Bruce löste nun seine Truppe auf. Seine Frau Elizabeth und die weiteren Frauen seiner Familie, die ihn begleitet hatten, schickte er zusammen mit seinem Bruder Neil, mit dem Earl of Atholl sowie Alexander Lindsay und Robert Boyd über die Berge nach Kildrummy Castle nordwestlich von Aberdeen. Mit wenigen verbliebenen Anhängern flüchtete Bruce selbst in die Berge von Atholl und Breadalbene. Valence hatte vor dem 3. August bereits Aberdeen erreicht, so dass der Fluchtweg nach Norden versperrt war.

##### Vormarsch der Engländer und Gefangennahme der Familie von Bruce
Eduard I. selbst war nur langsam nach Norden gezogen. Erst Ende September 1306 erreichte er die Nähe von Carlisle. Die Führung des Feldzugs übernahm der Prince of Wales, der bereits im Juli 1306 mit dem Hauptteil der Armee nach Schottland gezogen war. Am 11. Juli ergab sich Lochmaben Castle in Annandale. Von dort zog die Armee weiter nach Perth, das um den 1. August erreicht wurde. Der Prince of Wales unterstützte dann die Belagerung von Kildrummy Castle durch Valence. Die Burg wurde vor dem 13. September erobert. Vermutlich wurde der Thronfolger von Lancaster, Gloucester und Hereford begleitet. Der Earl of Atholl war mit den Frauen der Familie Bruce aber bereits weiter geflüchtet, bis sie bei Tain vom Earl of Ross gefangen genommen wurden. Bruce selbst flüchtete über Lennox nach Kintyre in Südwestschottland, da durch den Vormarsch der Engländer nun auch die ostschottischen Häfen versperrt waren und auch der Weg nach Westschottland gefährlich war. Vermutlich war er kurzzeitig in Dunaverty Castle, das ab dem 22. September 1306 von John de Botetourt und John Menteith belagert wurde. Bruce war jedoch bereits wohl mit Booten entkommen. Möglicherweise war er nach Irland oder auf eine der westschottischen Inseln geflüchtet. Wo genau sich Bruce während der nächsten sechs Monate aufhielt, ist unbekannt. Vermutlich fand er aber Unterstützung in Nordirland und bei Christina of Mar, der Erbin der MacRuaridh und Herrin zahlreicher westschottischer Inseln.

##### Politik des Terrors gegen die Rebellen
Von Eduard I. war Bruce zum Rebell gegen seinen rechtmäßigen König erklärt worden und wurde nicht als Führer einer selbständigen Nation betrachtet. Entsprechend führten die Engländer gegen die Unterstützer von Bruce eine Politik des Terrors. Der nach der Schlacht bei Methven gefangen genommene Simon Fraser wurde in London grausam hingerichtet. Der in Tain gefangene Atholl wurde als erster Earl nach 230 Jahren in England hingerichtet und gehängt. Der in Kildrummy gefangen genommene Neil Bruce wurde mit anderen Rebellen wie Sir Alan Durward of Fichlie in Berwick grausam hingerichtet. Bruce Schwager Christopher Seton wurde in Loch Doon Castle gefangen genommen und in Dumfries ebenfalls grausam hingerichtet. Sein Bruder John Seton und Bernard Mowat wurde am 4. August in Newcastle zum Galgen geschleift und gehängt, vierzehn weitere Unterstützer von Bruce, darunter John of Cambo, wurden nur gehängt. Auch die Frauen der Familie Bruce erfuhren die Rache von Eduard I. Königin Elizabeth wurde in Hausarrest in Holderness festgehalten, während Christian Bruce, eine Schwester von Bruce, wie die Countess of Buchan in Käfige gesperrt wurden, die an den Mauern von Roxburgh und Berwick aufgehängt wurden. Die Tochter von Bruce, die höchstens zwölfjährige Marjorie, sollte erst in den Londoner Tower gesperrt werden, doch dann wurde sie in ein Kloster nach Yorkshire gebracht. Der Prince of Wales schonte bei seinem Feldzug in Schottland weder Frauen noch Kinder. Er ließ ohne Gnade Dörfer und Weiler niederbrennen, doch wahrscheinlich waren vor allem die strengen Befehle des Königs für das brutale Vorgehen der Engländer verantwortlich. Den Winter über verbrachte der Prince of Wales in England, während Eduard I. bereits am 29. September 1306 sein Winterquartier in Lanercost bezogen hatte. Weil der Prince of Wales vermutlich Schottland verlassen hatte, glaubten wohl auch 22 junge Adlige, dass ihr Dienst beendet sei. Der erzürnte König ließ am 18. Oktober ihre Ländereien besetzen. Erst durch Vermittlung der Königin wurden die meisten von ihnen am 23. Januar 1307 begnadigt. Der Vorfall gilt ein Zeichen für die Entfremdung zwischen dem englischen König und seinen jungen Adligen, die nur wenig Interesse an dem andauernden Krieg in Schottland hatten.

#### Rückkehr von Robert Bruce nach Schottland 1307

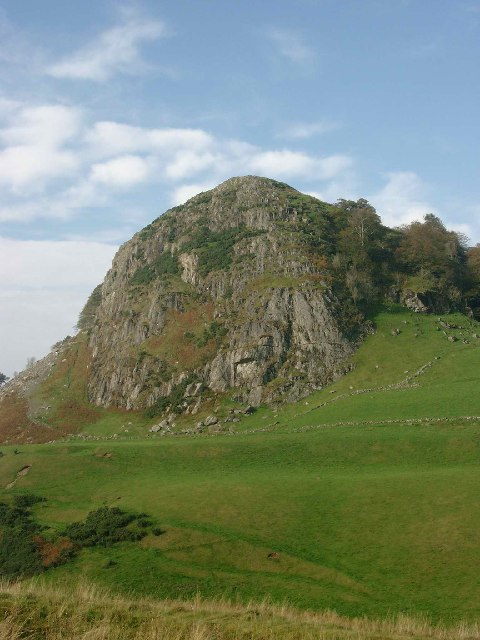
Der Loudoun Hill, wo Robert Bruce 1307 erstmals eine größere englische Streitmacht besiegen konnte

Obwohl Bruce im Herbst 1306 nur knapp der Verfolgung durch die Engländer und ihrer schottischen Verbündeten entkommen war, seine Anhänger geschlagen und hingerichtet worden waren und zahlreiche schottische Adligen seinen Thronanspruch ablehnten, hielt er an seinem Thronanspruch fest. Anfang 1307 versuchte er, ohne über ein größeres Heer oder über entsprechende Finanzmittel zu verfügen, nach Schottland zurückzukehren. Eduard I. hatte Anfang 1307 noch Hugh Bisset of Antrim und andere Adlige aufgefordert, die westschottischen Inseln nach Bruce abzusuchen und ihn zu fangen, doch ihre Bemühungen waren erfolglos. Wann genau Bruce wieder in Schottland auftauchte, ist nicht genau geklärt. Möglicherweise wurde er vom Clan MacDonald, von Christina of Mar und von Freunden aus Irland unterstützt. Vermutlich Anfang Februar 1307 landeten seine Brüder Thomas und Alexander Bruce zusammen mit einem irischen Kleinkönig, mit Reginald Crawford und Malcolm MacQuillan, dem Lord of Kintyre mit 18 Schiffen in Galloway. Sie wurden rasch von Dungal Macdowell, dem führenden Adligen von Galloway überwältigt. Macdowell ließ Crawford und MacQuillan unverzüglich köpfen, während er Thomas und Alexander Bruce zu Eduard I. schickte. Dieser ließ beide als Verräter grausam hinrichten. James Douglas und Robert Boyd landeten auf Arran, wo sie Ausrüstung und Material erbeuteten, die John Hastings als Verstärkung nach Brodick Castle geschickt hatte. Auf Arran stieß Bruce zu ihnen, und gemeinsam setzten sie nach Carrick über. Dort stellten sie jedoch fest, dass Henry Percy mit einer starken Garnison Turnberry Castle besetzt hielt. Im Schutze der Nacht plünderten sie das Dorf Turnberry, ehe sie sich wieder nach Arran zurückzogen. Durch diese Fehlschläge hatte Bruce gelernt, dass er den Engländern in offener Schlacht unterlegen war. Er entschloss sich, fortan einen Kleinkrieg zu führen. Er landete heimlich in Südwestschottland und führte ab April 1307 vom Bergland von Carrick und Galloway aus Überfälle auf englische Garnisonen. Eduard I. ließ sich regelmäßig von den Aktionen seiner Kommandanten Aymer de Valence, John Botetourt, Robert Clifford und Henry Percy und ihrer Verbündeten John of Menteith, Ingram de Umfraville, John of Lorne, John Moubray und David Strathbogie berichten. Bruce und seine Unterstützer versteckten sich im unwegsamen Glen Trool, einem Seitental des Cree. Dort brachten sie einer sie verfolgenden englischen Einheit in einem Hinterhalt Verluste bei. Danach zog Bruce nach Norden, umging Ayr Castle und schlug um den 10. Mai 1307 Aymer de Valence in der Schlacht am Loudoun Hill. Drei Tage später schlug er eine weitere englische Streitmacht unter dem Earl of Gloucester, der sich nach Ayr zurückziehen musste.

#### Der englische Feldzug von 1307
Der Prince of Wales war im Frühjahr 1307 nach Schottland zurückgekehrt und setzte den Kampf gegen Bruce fort. Der englische König hatte offenbar inzwischen erkannt, dass seine brutale Politik die Schotten nur noch mehr zum Widerstand aufstachelte. Am 13. März 1307 befahl er in einem Brief an Valence und an weitere Beamte, dass diejenigen, die Bruce offenbar unter Zwang unterstützt hatten, begnadigt werden sollten. Auch arme Leute sollten von nun an geschont werden. Für Anfang Juli 1307 berief der König sein Heer nach Carlisle, um einen neuen, groß angelegten Feldzug nach Schottland zu führen. Er war jedoch immer noch schwer krank und starb am 7. Juli. Der Prince of Wales folgte ihm als Eduard II. auf den Thron. Er nahm die Hommage der loyal gebliebenen schottischen Adligen entgegen, doch er setzte nicht den Feldzug seines Vaters fort. Nach einem kurzen Vorstoß bis nach Cumnock zog er sich nach Carlisle zurück, wo er vor dem 1. September 1307 eintraf. Zunächst ernannte er Valence zum Kommandanten in Schottland, den er aber bereits am 13. September durch John of Brittany ersetzte, der das Amt bereits bis 1305 innegehabt hatte. Dann reiste er nach Südengland und war vor dem 27. Oktober in Westminster.

## Rückeroberung von Schottland unter Robert I. von 1308 bis 1314

### Unterwerfung von Nordschottland
Der als Statthalter abgelöste Valence verließ vermutlich gegen Ende September 1307 Schottland. Sein Nachfolger John of Brittany agierte wesentlich weniger energisch als Valence, so dass der Verfolgungsdruck auf Bruce abnahm. Bruce nutzte dies und ging zunächst gegen seine schottischen Gegner vor. Wie es ihm gelang, in den nächsten Monaten die Kontrolle über einen großen Teil Schottlands zu gewinnen, ist allerdings nur unzureichend belegt. Wahrscheinlich zog er im Spätsommer 1307 mit einem zum großen Teil aus Fußsoldaten bestehenden Heer, das er aus Carrick, den Besitzungen der Stewarts, aus Clydesdale, Lennox, den Hebriden und wohl auch aus Irland zusammengezogen hatte, durch das Great Glen nach Norden. Zunächst konnte er in Argyll John of Lorne zum Abschluss eines kurzzeitigen Waffenstillstands zwingen. Bruce wandte sich nun gegen seine Gegner in Nordostschottland. Im November 1307 erzwang Bruce die Übergabe von Inverlochy Castle und gewann somit den Zugang nach Nordschottland. Angesichts der Bedrohung bat der Earl of Ross in mehreren Briefen Eduard II. um Unterstützung. Als er vom englischen König keine Unterstützung erhielt, schloss er einen bis zum 2. Juni 1308 befristeten Waffenstillstand mit Bruce. Dieser zog nun gegen den Earl of Buchan. Dieser Magnat, ein Cousin des von ihm 1306 ermordeten John Comyn of Badenoch, war sein mächtigster schottischer Gegner. Bruce Vertrauter Douglas hatte inzwischen Douglasdale, das obere Clydesdale und den Forest of Selkirk bis nach Jedburgh für Bruce gewinnen können. Bereits vor Weihnachten 1307 waren die schottischen Adligen in Selkirk und im Tweeddale, die zuvor Vasallen von Valence gewesen waren, auf die Seite von Bruce gewechselt. Auch zahlreiche weitere Schotten aus Lennox, Menteith, Fife, Strathearn, Atholl und Angus schlossen sich nun Bruce an. Auf dem Feldzug nach Buchan erkrankte dieser schwer, doch er genas und konnte das Heer des Earls of Buchan wahrscheinlich am 23. Mai 1308 in der Schlacht bei Inverurie entscheidend schlagen. Der Earl of Buchan floh nach England, und Bruce ließ seinen Besitz plündern und verwüsten. Nach diesem Erfolg zog Bruce mit seinem Heer nach Moray, dessen Bevölkerung sich ihm bereits angeschlossen hatte. In Nordostschottland konnte Bruce bis Sommer 1308 Elgin, Forres, Nairn und Inverness Castle erobern. Dann wandte er sich gegen den Earl of Ross, den einzigen verbliebenen Gegner in Nordschottland. Ross wurde nicht nur von dem Heer von Bruce von Osten bedroht, sondern sein bisheriger Vasall Lachlan Macruarie bedrohte seine Herrschaft auf Skye und den anderen westschottischen Inseln. Bruce konnte Urquhart Castle und Tarradale Castle in Black Isle erobern, die seit 1305 im Besitz von Alexander Comyn gewesen waren, dann wandte er sich wieder nach Süden.

### Unterwerfung von Argyll
Angesichts der Erfolge von Bruce befürchteten die Engländer, dass er nun sogar England überfallen würde, doch im August 1308 zog Bruce nach Argyll. Um den 15. bis 23. August 1308 schlugen Bruce, die MacDonalds und James Douglas die Macdougalls unter John of Lorne in der Schlacht von Brander und zwangen Dunstaffnage Castle zur Übergabe. Alexander of Argyll, das Oberhaupt der Macdougalls of Argyll, musste sich ergeben. Der verbliebene englische Unterstützter in Nordschottland, der Earl of Ross, ergab sich daraufhin am 31. Oktober 1308. Bruce ließ ihn mild behandeln und beließ ihm seinen Besitz. Als Folge davon wechselte Ross die Seiten und wurde ein überzeugter Unterstützer von Bruce. Die Unterwerfung der Macdougalls of Argyll war aber nicht aufrichtig gewesen. John of Lorne spielte auf Zeit und bat den englischen König um Hilfe. Daraufhin zog Bruce zusammen mit James Douglas zwischen August und Oktober 1309 erneut nach Argyll. John of Lorne, sein Vater Alexander of Argyll und Bischof Andrew von Argyll flüchteten schließlich nach England.

### Kampf um Galloway
Im Juni 1308 begann Edward Bruce, der letzte überlebende Bruder von Robert Bruce, mit Unterstützung durch Donald of Islay die Unterwerfung von Galloway. Dabei gingen sie mit äußerster Brutalität vor und plünderten und verwüsteten die Besitzungen der Unterstützer der Engländer. Vermutlich am 29. Juni 1308 schlug Edward Bruce die von Donald McCan geführten Adligen von Galloway am Dee oder Cree, brannte die Burg der MacDowells auf der Isle of Hestan nieder und trieb die Unterstützer der Engländer zur Flucht nach England. Er konnte aber nicht die englisch besetzten Burgen von Lochmaben, Caerlaverock, Dumfries, Dalswinton, Tibbers, Loch Doon und Ayr erobern, die unter dem Kommando von Ingram de Umfraville und John de St John weiter in englischer Hand blieben. Die Eroberung dieser Burgen zog sich hin. Ayr Castle wurde ab Juni 1309 belagert und war mindestens bis Dezember 1309 noch nicht erobert. Vermutlich erst 1313 konnte Edward Bruce die letzten englischen Stützpunkte in Südwestschottland einnehmen, obwohl sein Bruder ihn bereits vor März 1309 zum Lord of Galloway ernannt hatte.

### Weitere Eroberungen in Schottland
Bis Herbst 1308 konnte Robert Bruce durch seinen Mut, seine überlegene Taktik und vor allem dank der englischen Passivität weite Teile von Schottland unter seine Kontrolle bringen. Mit Buchan und Argyll hatte er zudem Gebiete gewonnen, in denen der Anhang seiner schottischen Gegner Comyn und Balliol am stärksten gewesen war. Seinen Erfolg verdankte er der hohen Mobilität seiner Streitkräfte und in dem er seine Gegner einen nach dem anderen ausschalten konnte. Auch ohne Unterstützung durch die Bevölkerung in Nordschottland wäre dies nicht möglich gewesen, obwohl die nordschottischen Magnaten ihm feindlich gegenüberstanden. Im Juni oder Juli 1308 musste sich Aberdeen Castle, das den Hafen der Stadt kontrollierte, ergeben. Weihnachten 1308 wurde Forfar Castle, eine wichtige Burg im mittleren Schottland erobert, nachdem Unterstützer von Bruce unter dem Kommando des Försters Philip in einem nächtlichen Überraschungsangriff die unbewachten Mauern der Burg überstiegen und die englische Besatzung niedermachten. Robert I. ließ alle eroberten Burgen schleifen, damit die Engländer sie bei einem erneuten Angriff nicht als Stützpunkte nutzen konnte.

### Wiederaufbau der schottischen Verwaltung
Ab Herbst 1308 gibt es Urkunden von Robert I., ein Zeichen, dass nun nicht mehr nur der reine Kampf den König beschäftigte, sondern auch die Verwaltung seines Reiches. Bis März 1309 schlossen sich ihm James the Stewart, dessen Neffe Alexander Stewart of Bunkle, Thomas Randolph sowie John Menteith an. 'Die Herrschaft von Robert I. war nun so gefestigt, dass er am 16. und 17. März 1309 in St Andrews sein erstes Parlament abhalten halten. Während des Parlaments bekräftigten die anwesenden Prälaten und Barone Robert I. als rechtmäßigen König und Nachfolger von Alexander III., während sie die Herrschaft von John Balliol als unrechtmäßig erklärten. Dazu beschäftigte sich das Parlament mit der Wiederaufnahme der Beziehungen zu Frankreich, die nach dem Frieden von Paris 1303 eingestellt worden waren. Da Frankreich und England sich weiter im Frieden befanden, wurde das franko-schottische Bündnis nicht erneuert, doch die beiden Reiche strebten ein gegenseitiges gutes Verhältnis zueinander an. Obwohl zahlreiche Barone an dem Parlament teilgenommen hatten, standen mit Ingram de Umfraville, dem Earl of Angus, dem Earl of Atholl, dem Earl of Dunbar, Alexander Abernethy, John Moubray, Adam of Gordon und David of Brechin zahlreiche schottische Magnaten weiter auf englischer Seite, weshalb sie bei dem Parlament fehlten. Da Robert I. wegen des Mords an Comyn immer noch exkommuniziert war, nahm er vermutlich Kontakt zur päpstlichen Kurie auf, um die Absolution zu erlangen. Obwohl die Kurie im Juli 1308 den Abt von Paisley mit der Untersuchung des Falls beauftragte, blieb die Exkommunikation aufrecht und wurde, wohl auf englischen Druck, regelmäßig erneuert.

### Kämpfe in Südostschottland
Nach dem erneuten Feldzug nach Argyll im Sommer und Herbst 1309 bekämpfte Robert I. vor allem die Engländer in Südostschottland. Ende 1309 hielten die Engländer mit Stirling, Edinburgh, Linleithgow, Livingston, Lochmaben, Caerlaverock, Dumfries, Dalswinton, Tibbers, Buittle und Loch Doon vor allem Burgen südlich des Forth. An der Linie des Tay waren noch Perth und Dundee und nördlich davon nur Banff Castle in englischer Hand. Cupar Castle war im Frühjahr 1308 noch in englischer Hand und fiel vermutlich wenig später, damit war zwischen Tay und Forth nur noch das kleine Muckhart Castle bis höchstens 1311 in englischer Hand. Banff Castle fiel vermutlich 1310 an die Schotten. Kirkintilloch und Bothwell wurden zunehmend isoliert, wobei das mächtige Bothwell noch bis Frühjahr 1314 in englischer Hand blieb. Dann übergab der schottische Kommandant Walter fitz Gilbert die Burg an Edward Bruce. Vor Dezember 1309 war Ayr Castle völlig isoliert. Wann das seit Dezember 1308 belagerte Rutherglen Castle sowie Dumbarton Castle fielen, ist unbekannt. Rutherglen wurde anscheinend von Edward Bruce erobert, Dumbartons Kommandant John of Menteith war vor Frühjahr 1309 auf der Seite von Bruce. Loch Doon in Carrick war noch im Herbst 1311 in englischer Hand, als der auf englischer Seite stehende Earl of Atholl die Burg entsetzen sollte. Am 7. Februar 1313 übergab Dungal Macdougall, der alte Gegner des Königs, Dumfries Castle. Robert I. zeigte sich gnädig und erlaubte Macdougall freien Abzug. Macdougall ging nach England und kämpfte von dort weiter gegen Robert I. Trotz dieser Eroberungen behielten die Engländer mit den mächtigen Burgen Edinburgh, Jedburgh, Roxburgh und Berwick eine starke Position in Südostschottland. Dazu hielten sie die kleineren Burgen von Haddington, Luffness, Dirleton, Yester, Dunbar, Selkirk und Cavers. Mit diesen Burgen hielten die Engländer ein kompaktes Gebiet, das dazu vom Meer her versorgt werden konnte.

### Englische Gegenmaßnahmen

#### Scheitern der Durchführung des Feldzugs von 1308
In England wurde Eduard II. nach seiner Rückkehr aus Schottland im Herbst 1307 rasch in einen Machtkampf gegen eine Adelsopposition verwickelt, die vor allem gegen den Einfluss des königlichen Günstlings Piers Gaveston gerichtet war. Vor allem aufgrund dieses innenpolitischen Konflikts vernachlässigte der König den Krieg in Schottland und reagierte nicht auf die Hilferufe seiner schottischen Vasallen. Das Versagen des Königs im Kampf gegen Robert Bruce bestärkte wiederum die Adelsopposition. Viele Magnaten hatten unter Eduard I. Besitzungen in Schottland erhalten, die nun Stück für Stück von den Schotten erobert wurden. Allerdings hatte Eduard I. seinem Sohn auch ein überschuldetes Reich hinterlassen, so dass die angespannten Finanzen des Königs keine weiteren teuren Feldzüge erlaubten. Nachdem Eduard II. auf Druck der Magnaten seinen Günstling Gaveston verbannt hatte, berief er aber am 21. Juni 1308 ein Heer für den 22. August nach Carlisle ein, mit dem er einen neuen Feldzug nach Schottland führen wollte. Dieser Feldzug wurde aber nie durchgeführt, wobei eine offizielle Absage offenbar nicht erfolgte. Nachdem die Engländer bereits im November 1308 mit den Schotten eine Waffenruhe vereinbart hatten, wurde aufgrund französischer Vermittlungsversuche ein vom 2. Februar bis zum 1. November 1309 geltender Waffenstillstand vereinbart.

#### Scheitern der Durchführung des Feldzugs von 1309
Während eines Parlaments in Stamford berief Eduard II. am 30. Juli 1309 das Heer für den 29. September für einen neuen Feldzug gegen Schottland nach Newcastle. Da er jedoch seinen Günstling Gaveston aus dem Exil zurückrief, gab es von Seiten der Magnaten erheblichen Widerstand gegen seine Politik. Diese innenpolitischen Streitereien führten dazu, dass die angeforderten Aufgebote zunächst verkleinert wurden, ehe der Feldzug ganz abgesagt wurde. Im Oktober 1309 sandte der König den Earl of Hereford, Robert de Clifford und Henry de Beaumont zu weiteren Verhandlungen nach Schottland, um einen neuen Waffenstillstand zu schließen. Damit hatte der König in den ersten beiden Jahren seiner Herrschaft zweimal mit den aufwändigen und teuren Vorbereitungen für einen Feldzug begonnen, der dann jeweils abgesagt wurde. Durch Vermittlungen von Papst Clemens V., der die westeuropäischen Monarchen zu einem Kreuzzug bewegen wollte, kam es bis März 1310 zu vorsichtigen Friedensgesprächen zwischen England und Schottland, die aber erfolglos blieben. Der Hauptgrund, warum diese Verhandlungen scheiterten, war die mangelnde Bereitschaft des englischen Königs, Robert I. formal als König der Schotten anzuerkennen.

#### Englischer Feldzug von 1310 bis 1311
Nach den beiden abgesagten Feldzügen von 1308 und 1309 war ein englischer Feldzug dringend erforderlich, um die verbliebenen englischen Besitzungen in Schottland zu sichern. Aufgrund der Passivität des englischen Königs hatten zahlreiche schottische Barone, vor allem nördlich des Forth, aber auch in Südschottland, bis Sommer 1309 die Seiten gewechselt und sich Robert I. angeschlossen. Im Frühjahr hatten die englischen Garnisonen in Schottland teils eigene lokale Waffenruhen vereinbart, die meist bis Juni 1310 liefen. Auf einer Ratsversammlung in Westminster am 16. Juni 1310 drängten Alexander Abernethy, Alexander of Argyll und andere schottische Magnaten den englischen König, dass er dringend selbst einen Feldzug nach Schottland führen müsse, sonst würde er die Loyalität seiner verbliebenen Vasallen verlieren. Daraufhin berief Eduard II. für den 8. September 1310 sein Heer nach Berwick. Ende Juli brach der König von Westminster nach Schottland auf, doch nur der Earl of Gloucester, der Earl of Richmond, der Earl of Surrey, und Piers Gaveston folgten ihm, während die Earls of Lancaster, Hereford, Warwick und Pembroke ihre Teilnahme aufgrund ihrer Arbeit als Lords Ordainer absagten. Der wahre Grund für ihre Absagen war die Anwesenheit des verhassten Gaveston in Nordengland, der den König auf dem Feldzug nach Schottland begleitete. Die Lords Ordainer sandten nur das Aufgebot, zu dem sie verpflichtet waren. Lancaster, der der reichste englische Magnat war, sandte beispielsweise nur vier Ritter und vier Sergeanten. Zwar nahmen zahlreiche Barone wie John Seagrave, John de St John, Henry Percy, Roger Mortimer, John Cromwell, Henry de Beaumont, Hugh Audley und Bartholomew de Badlesmere an dem Feldzug teil, doch die englische Armee war nur etwa 1700 Ritter und men-at-arms sowie 3000 Fußsoldaten stark, von denen der Großteil aus Wales stammte. Der König selbst bot 50 Ritter und 200 men-at-arms des königlichen Haushalts auf. Im Oktober 1309 war geplant worden, dass der Earl of Ulster mit 3000 Soldaten aus Irland spätestens im Juni 1310 in Argyll landen würde, um die englische Stellung in Südwestschottland zu unterstützen. Aufgrund schlechten Wetters und widriger Winde konnte die Flotte aber nicht übersetzen, so dass die irische Expedition abgesagt wurde. Stattdessen sollte ein Teil der Truppen die Besatzung der Isle of Man verstärken. Trotz dieses Rückschlags zog der König Mitte September 1310 nach Schottland, wobei sein Heer nur weniger als 4000 walisische Fußsoldaten und weniger als 1000 englische Reiter und Bogenschützen umfasste. Am 16. September erreichte Eduard II. Roxburgh, um den 23. September Selkirk und um den 26. September Biggar. Robert I. hatte sich mit seinen Truppen vor den Engländern zurückgezogen. Mitte Oktober erfuhren die Engländer, dass Robert I. mit seinen Truppen bei Stirling war, doch sie konnten ihn nicht zur Schlacht stellen. Bis Mitte Oktober stieß das englische Heer nach Renfrew und Glasgow und weiter nach Linlithgow vor. Ende Oktober waren die Engländer kurz in Edinburgh. Nachdem das Heer die Besatzungen der englischen Burgen südlich des Forth verstärkt hatte, zogen die Engländer zurück nach Süden und erreichten um den 11. November wieder Berwick. Während des Feldzugs hatte es keine größeren Kämpfe gegeben, sondern die Schotten hatten weiter einen Kleinkrieg geführt. Am 28. Oktober 1310 befahl Eduard II. die Verlegung von Gerichten und des Schatzamts nach York, wo diese bis Ostern 1311 blieben. Eduard II. selbst blieb bis Ende Juli 1311 in Berwick. Auch die englischen Magnaten, die an dem Feldzug teilgenommen hatten, waren im Winter von 1310 bis 1311 an der schottischen Grenze geblieben. Dennoch kam es kaum zu Aktivitäten. Nur als Robert I. Lothian überfiel, machten die Engländer mit einer kleinen Streitmacht einen kurzen, erfolglosen Gegenstoß. Dabei gab es zwischen den Engländern und Robert I. offenbar inoffizielle Gespräche. Robert de Clifford und Robert Fitz Payn sollen ihn mit Billigung des Königs am 17. Dezember 1310 in Selkirk getroffen haben. Ein Treffen von Piers Gaveston und dem Earl of Gloucester mit Robert I. in Melrose Abbey fand allerdings nicht statt, da der schottische König Verrat befürchtete. Anfang 1311 führten die Engländer weitere Vorstöße nach Schottland. Piers Gaveston zog im Januar von Roxburgh über Perth bis Dundee. Er kehrte dann nach Perth zurück, wo er bis Anfang Mai 1311 blieb. Im Februar stießen der Earl of Gloucester und der Earl of Surrey in den Forest of Selkirk vor. Anfang Mai lösten Henry Percy und der Earl of Angus Gaveston in Perth ab. Nachdem der Versuch des englischen Königs gescheitert war, eine Steuer für eine Verlängerung des Feldzugs bewilligt zu bekommen, und auch eine Armee aus Irland erneut nicht nach Schottland übersetzen konnte, kehrte Eduard II. nach England zurück. Nicht zuletzt angesichts des innenpolitischen Drucks war er im Juli 1311 wieder in Westminster. In dem im September 1311 veröffentlichten Reformprogramm der Ordinances erklärten die Barone unter anderem, dass es dem englischen König nicht erlaubt sei, ohne Zustimmung der Barone im Parlament einen Krieg zu führen oder das Reich zu verlassen. Diese Forderung bezog sich klar auf den fehlgeschlagenen Feldzug nach Schottland.

### Zunehmende schottische Raubzüge nach Nordengland
Während Eduard II. nach London zurückkehrte, blieb Gaveston in Bamburgh Castle. Doch bereits kurz nach dem Abzug von Eduard II. aus Berwick führte Robert I. mit seinen leicht gerüsteten Reitern vom 12. bis zum 20. August 1311 einen zerstörerischen Raubzug nach Nordengland, bei dem er Northumberland, Cumberland und Westmorland plünderte. Bereits vom 8. bis zum 23. September führte er einen weiteren Raubzug in die Region. In den nächsten Jahren griffen die Schotten nicht nur weiter die verbliebenen englischen Stützpunkte in Schottland an, sondern unternahmen gezielt weitere Raubzüge über die Grenze nach Nordengland. Diese Raubzüge unterschieden sich erheblich von den wilden Plünderungen, die die Schotten 1297 unter Wallace gemacht hatten. Dörfer und Güter, die Lösegeld zahlten, wurden verschont. Städte wurden teils nur geplündert und nicht niedergebrannt, in der Erwartung, dass die Bewohner bei zukünftigen Raubzügen Lösegeld zahlen würden. Dabei erfolgten die schottischen Überfälle auf unterschiedlichen Wegen, so dass sie für die Engländer nicht vorhersehbar waren. Die Engländer konnten daher kaum Gegenmaßnahmen treffen und die Schotten trafen auf keinen organisierten Widerstand. Die Schotten raubten Vieh und Getreide. Willkürliche Massaker an der Bevölkerung waren dabei eher selten, nur wer Widerstand leistete, wurde niedergemacht. Teils verbrannten die Engländer ihrerseits die Dörfer, damit die Schotten sich aufgrund mangelnder Vorräte wieder zurückzogen. Die Einwohner und Barone der betroffenen Gebiete konnten sich nicht alleine verteidigen, und da sie keine Unterstützung durch den König erwarten konnten, mussten sie von den Schotten einen Plünderungsstopp erkaufen. Northumberland schloss 1311, 1312 und 1313 je einen Vertrag mit Robert I., wobei sie 1311 und 1312 je £ 2000 und 1313 eine ungenannte große Summe zahlten. Im August 1312 stieß Robert I. bis südlich des Tyne nach Hexham und Corbridge vor, wobei er die Städte niederbrannte. In Durham überraschten die Schotten eine große Menschenmenge, die den Wochenmarkt besuchte. Die Schotten brannten Teile der Stadt nieder, töteten viele Menschen und machten große Beute. Da Bischof Richard Kellaw an einer königlichen Ratsversammlung teilnahm und nicht in der Region weilte, ergriffen einige Landadlige die Initiative, verhandelten am 16. August 1312 in Hexham mit Robert I. selbst und erkauften sich gegen 2000 Mark einen bis Mittsommer 1313 befristeten Waffenstillstand. Cumberland, Coupland und Westmorland schlossen ähnliche Waffenstillstände. Da die Grafschaften das Geld nicht sofort aufbringen konnten, mussten sie Geiseln stellen. Wenn die Grafschaften das Geld nicht fristgerecht zahlten, vergingen sich die Schotten aber nicht an den Geiseln, sondern unternahmen gezielt kleinere Raubzüge, um die Engländer unter Druck zu setzen.

### Folgen der schottischen Raubzüge
Dieses System von Lösegeldzahlungen zerbrach jedoch Ende 1313, weil die Regionen offenbar die von den Schotten geforderten Summen nicht mehr aufbringen konnten. Daraufhin führte Edward Bruce im April 1314 einen Raubzug in das County Durham und belagerte anschließend kurzzeitig Carlisle. In Northumberland war um 1314 die englische Verwaltung nach den wiederholten, jährlichen schottischen Überfällen zusammengebrochen. Die Summe von £ 2000, die Northumberland je 1311 und 1312 an die Schotten zahlen musste, war mehr als doppelt so hoch wie die Summe, die die Grafschaft 1307 an Steuern an die englische Krone gezahlt hatte. In diesem Jahr hatte Northumberland £ 916 Steuern an die Krone gezahlt. 1309 zahlte die Grafschaft keine Steuern und 1313 wurde sie von den Steuern ausgenommen. Im Gegensatz zum direkt an der Grenze gelegenen Northumberland blieb die englische Verwaltung des County Durham intakt, doch dafür zahlte die Bevölkerung weiterhin immens hohe Lösegelder. Dazu erzwangen sich die Schotten freien Durchmarsch in die Gebiete südlich des Tees. Als Eduard II. 1314 einen groß angelegten Feldzug nach Schottland vorbereitete, erhielt er nur wenig Unterstützung aus Northumberland, da Adel und Bevölkerung verarmt, teils tot oder sogar zu den Schotten übergelaufen war.

### Schottische Eroberungen ab 1311
In England spitzte sich Anfang 1312 der Konflikt des Königs mit seinen Baronen zu. Eine Gruppe von Baronen, darunter der Earl of Lancaster, ließ schließlich im Juni 1312 den verhassten Gaveston hinrichten. Angesichts dieser innenpolitischen Krise war der englische König nicht in der Lage, einen Feldzug nach Schottland zu führen. Der schottische König benutzte das durch die Raubzüge erpresste Geld zur Finanzierung der Belagerung der verbliebenen englischen Burgen in Schottland. Seine Angriffe auf Burgen in Südwestschottland im späten Frühjahr und Frühsommer 1312, als der englische König durch seinen Konflikt mit den Baronen gebunden war, blieben allerdings erfolglos. Auch ein nächtlicher Überraschungsangriff auf Berwick scheiterte am 6. Dezember 1312, aber angeblich nur, weil ein bellender Hund die Angreifer verraten hatte. Im Januar 1313 konnten die Schotten in einem Überraschungsangriff Perth erobern, nachdem sie die Belagerung zuvor scheinbar abgebrochen hatten. Einen Monat später übergab Dungal Macdowell nach langer Belagerung Dumfries Castle. In der Folge ergaben sich wenig später mit Loch Doon, Lochmaben, Caerlaverock, Dalswinton, Tibbers und Buittle Castle die anderen Burgen der Region. Linlithgow wurde durch einen Überraschungsangriff und durch eine Kriegslist im September 1313 erobert. In den eroberten Burgen und Städten ließ Bruce in der Regel kein Blutbad anrichten. Oft gewährte er der englischen Garnison freien Abzug, was für die damalige Zeit unüblich war. Nach einem formalen Ausgleich mit den Baronen besuchte der englische König im Juni 1313 Frankreich. Nachdem im Januar 1312 und wahrscheinlich auch im Januar 1313 Friedensverhandlungen zwischen England und Schottland erfolglos geblieben waren, drängte der französische König Philipp IV. den englischen König bei seinem Besuch in Frankreich, den am 10. Juni auslaufenden Waffenstillstand mit Schottland um ein Jahr zu verlängern. Eduard II. stimmte diesem Vorschlag schließlich zu. Nachdem die Schotten nach dem Abschluss des Waffenstillstands ihre Angriffe zunächst eingestellt hatten, begannen sie Anfang 1314 mit weiteren Angriffen. In der Nacht zum 20. Februar 1314 eroberten sie in einem nächtlichen Angriff Roxburgh Castle. Im März 1314 kletterten Angreifer nachts den Burgfelsen von Edinburgh empor und konnten so die Burg erobern. Zwischen Anfang 1308, als Robert I. Inverness eroberte, und der Eroberung von Edinburgh Castle im Februar 1314 eroberten die Schotten zahlreiche englisch besetzte Burgen und Städte zurück. Dabei musste Burg um Burg von den Schotten belagert und erobert werden. Dies war umso schwieriger, da die Schotten noch über keine technisch anspruchsvollen Belagerungsmaschinen und deren erfahrenen Bedienungen verfügten. Die Eroberung dieser großen Anzahl von Burgen war eine der größten militärischen Operationen der britischen Geschichte.

### Wiederaufleben des schottischen Handels

#### Handel mit Irland und Seekrieg in der Irischen See
Den Schotten gelang es zwischen 1308 und 1314 nicht nur, zahlreiche englische Burgen zu erobern, sondern sie konnten den zuvor durch die englische Besatzung zum Erliegen gekommenen Handel mit Irland wieder aufnehmen. Spätestens im Sommer 1310 waren schottische Händler wieder nach Irland gekommen, wo sie Getreide, Fleisch und andere Lebensmittel, aber auch Eisen, Waffen und Rüstungen kaufen konnten. Die Waffen und Rüstungen waren dabei wahrscheinlich nicht aus irischer, sondern ursprünglich aus englischer Produktion oder stammten vom europäischen Festland. Dieser Handel wurde durch die Stellung erleichtert, die Robert I. durch seine bis 1309 erfolgten Feldzüge nach Westschottland erreicht hatte. Die Schotten versuchten nun die Kontrolle über die Irische See zu gewinnen. 1310 sollen sie die strategisch wichtige Isle of Man angegriffen haben. Die Engländer reagierten darauf, in dem sie John Macdougall, den vertriebenen Lord of Lorne, als Führer eine Flotte zu den Hebriden und nach Argyll schickten. Macdougall sollte versuchen, Argyll wieder auf englische Seite zu ziehen. 1311 wurde Macdougall zum Admiral und Kapitän ernannt. Sein Hauptstützpunkt lag an einem nicht genau benannten Ort in Irland, vielleicht in Dublin oder Drogheda. Macdougall wurde von Schotten aus den Highlands unterstützt, die vor Robert I. geflohen oder wie Macdougall vertrieben worden waren. Zu diesen Schotten gehörten John Macsween of Knapdale und seine Brüder. Dabei eroberten die Engländer die Isle of Man zurück, doch in den nächsten Jahren wechselte die Insel offenbar mehrmals zwischen England und Schottland, ehe sie ab 1317 für längere Zeit in schottischen Besitz blieb.

#### Handel und Seekrieg in der Nordsee
Die Schotten nahmen nicht nur den Handel mit Irland wieder auf, sondern auch den Handel mit Städten auf dem europäischen Festland. Dazu begannen sie wieder mit dem Aufbau von diplomatischen Beziehungen. Den Engländern gelang während des langen Kriegs nicht, die schottische Nordseeküste über einen längeren Zeitraum hinweg zu blockieren. Dies führte dazu, dass die Schotten Wolle nach Flandern oder in die deutschen Hansestädte exportieren und Getreide, Eisen und Waffen importieren konnten. Vor 1313 kaperten Kaufleute aus Stralsund gar ein englisches Schiff, verkauften die Fracht in Aberdeen und brachten das Schiff nach Stralsund. Die Schotten handelten aber nicht nur mit hanseatischen oder niederländischen Kaufleuten. Auch zahlreiche englische Kaufleute aus Harwich, Norwich, Bishops Lynn oder Hull betrieben trotz strenger Strafen heimlich Handel mit Schottland. Zwar konnte Robert I. seine Armeen nie ausreichend bewaffnen und ausrüsten, doch ohne den Handel und den Schmuggel wäre der Krieg mit England wohl zum Scheitern verurteilt gewesen. Erst dem im März 1315 zum Admiral der ostenglischen Flotte ernannten John Botetourt gelang zeitweise eine wirksame Blockade der schottischen Häfen. Dies führte zu einem starken Anstieg der Weizenpreise in Schottland, das bereits durch eine Hungersnot getroffen geworden war.

#### Ausgleich mit Norwegen

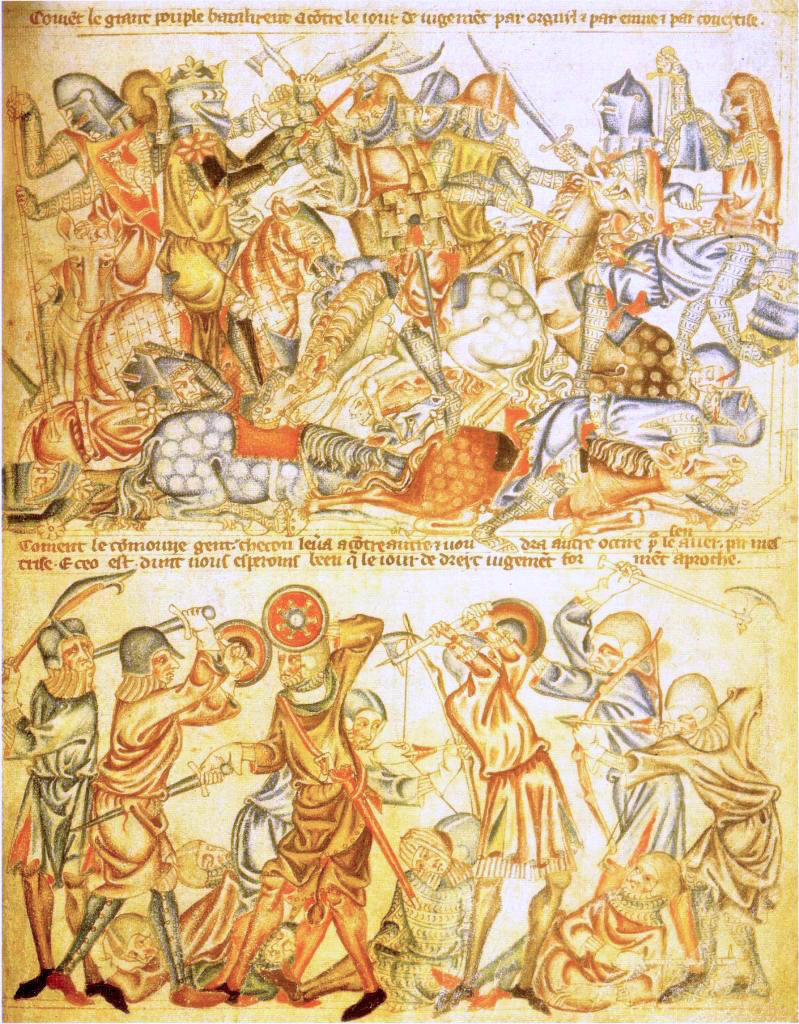
Die Schlacht von Bannockburn. Buchmalerei aus dem 14. Jahrhundert.

Obwohl es zwischen den unter norwegischer Oberhoheit stehenden Orkneys und Schottland zu Streitereien und Überfällen kam und obwohl sowohl norwegische wie auch schottische Kaufleute untereinander Piraterie betrieben und dabei Gräueltaten begingen, behielt Schottland ein gutes Verhältnis zu Norwegen. Nach längeren Verhandlungen schloss Robert I. am 29. Oktober 1312 selbst in Inverness ein Abkommen mit Gesandten des norwegischen Königs Håkon V. In dem Abkommen verpflichtete sich Schottland, weiterhin die in dem Vertrag von Perth von 1266 zugesagte jährliche Zahlung von 100 Mark für die Abtretung der westschottischen Inseln zu zahlen. Dabei wurde offenbar Stillschweigen über die jahrelange Nichtzahlung dieses Betrags vereinbart. Dazu wurden Entschädigungen für schottische Übergriffe auf die Orkneys und für norwegische Übergriffe auf Nordschottland vereinbart, und die Fälle von Piraterie sollten von Gerichten untersucht werden. Neben dem König waren vor allem Bischof Farquhar Bellejambe von Caithness und Kanzler Bernard an den Verhandlungen mit Norwegen beteiligt gewesen. Wahrscheinlich war Bernard of Linton zwischen März 1310 und Juni 1311 zuvor zu Verhandlungen nach Norwegen gereist.

### Der englische Feldzug von 1314 und die Schlacht von Bannockburn
Ab März 1314 belagerten die Schotten das strategisch wichtige Stirling Castle, die letzte wichtige von den Engländern gehaltene Burg in Schottland. Der Burgkommandant Phillip de Mowbray handelte Mitte Mai mit den Belagerern einen Waffenstillstand aus, mit der Bedingung, sich zu ergeben, falls die Burg bis zum 24. Juni 1314 nicht entsetzt würde. Der Legende nach soll die drohende Aufgabe dieser Burg den englischen König zu dem Feldzug bewegt haben. Tatsächlich hatte der König bereits am 26. Februar 1314 angekündigt, nach dem 7. April einen Feldzug nach Schottland zu führen, nachdem er den Konflikt mit seinen Baronen beigelegt hatte. Zahlreiche Barone waren nun bereit, einen Feldzug nach Schottland zu unterstützen. Der Earl of Pembroke wurde zum Statthalter und Kommandant von Schottland ernannt, solange der König nicht selbst dort eingetroffen war. Pembroke war bereits vor dem 16. April 1314 in Berwick. Dem Steward of the Household, Edmund Mauley, wurde die Verteidigung des wichtigen Cockermouth Castle in Cumberland übertragen. Die Belagerung von Stirling Castle durch den schottischen König bot Eduard II. aber die Gelegenheit, das schottische Heer in einer Schlacht zu stellen. Für den 19. Mai 1314 befahl Eduard II. die Aufstellung von 17.000 Fußsoldaten in England und von 3000 weiteren in Wales. Dieses Heer befahl er nach Berwick. Dazu kamen die Ritter des königlichen Haushalts und die Aufgebote der englischen Magnaten, so dass dem englischen Heer vermutlich mehrere tausend Ritter und men-at-arms angehörten. Dazu forderte der König 4000 Soldaten aus Irland und das Aufgebot der irischen Magnaten unter Führung des Earl of Ulster an. Es ist aber unsicher, ob die Armee oder Teile davon nach Schottland übersetzten. Da die Soldlisten der englischen Armee nicht erhalten sind, kann ihre Stärke nicht bestimmt werden. Mit Sicherheit waren die Engländer aber den Schotten nicht nur von der Ausrüstung her, sondern auch zahlenmäßig überlegen. Dennoch stellte sich Robert I. mit seinem Heer den Engländern zur offenen Feldschlacht. Angesichts von zahlreichen eindeutigen Siegen von englischen über schottische Heere wie in den Schlachten von Dunbar 1296 und Falkirk 1298 und angesichts seiner eigenen Niederlage bei Methven hatte Robert I. lange Zeit offene Schlachten gegen die Engländer gescheut. Zunächst wollte sich Robert I. auch bei Bannockburn wieder zurückziehen, doch dann erfuhr er, dass die englischen Magnaten allzu siegessicher, dabei aber untereinander zerstritten waren. Dazu war das Gelände des Schlachtfelds für die Engländer nachteilig. In der folgenden Schlacht bei Bannockburn erlitt das englische Heer unter der Führung von Eduard II. am 23. und 24. Juni 1314 in Sichtweite von Stirling Castle eine klare Niederlage gegen die von Robert I. geführten Schotten. Nach diesem Erfolg war die Unabhängigkeit von Schottland gesichert. Die Situation der schottischen Adligen, die bislang noch die Engländer unterstützt hatten, war nun unhaltbar geworden. Während beispielsweise Philipp de Mowbray Stirling Castle übergab und auch selbst die Seiten wechselte, blieben der Earl of Angus und der Earl of Atholl dem englischen König treu und zogen sich auf ihre englischen Besitzungen zurück. Robert I. wurde in Schottland nun unangefochten als König anerkannt.

## Weiterführung des Kriegs bis 1323

### Fortführung der schottischen Angriffe auf Nordengland 1314
Robert I. erklärte nach Bannockburn Ende August und Anfang September 1314 seine Bereitschaft zu Friedensverhandlungen mit England. Zugleich nahmen die Schotten aber ihre Raubzüge nach England wieder auf, da sie die Waffenstillstände, die teils mit englischen Grafschaften geschlossen worden waren, durch den englischen Feldzug als für gebrochen ansahen. Bereits im August 1314 hatten Edward Bruce und James Douglas einen Raubzug nach Nordostengland geführt, bei dem sie bis nach Richmondshire vorstießen. Die Schotten raubten das Vieh und zerstörten die Getreidefelder, ehe sie großer Beute über Swaledale und Stainmoor nach Schottland zurückkehrten. Auf ihrem Rückzug brannten sie noch Brough, Appleby und Kirk Oswald nieder. Robert I. selbst zog bis nach Tynedale, das im 13. Jahrhundert im Besitz seines Großvaters gewesen war. Die Bewohner dort huldigten ihm. Der englische König ernannte im August 1314 den Earl of Pembroke zum Kommandanten der englischen Truppen zwischen Berwick und Trent, doch außer der Verstärkung der Garnison von Berwick konnten die Engländer den Schotten nur wenig entgegensetzen. Der Tod von Robert de Clifford und Henry Percy sowie die Gefangenschaft wichtiger nordenglischer Magnaten wie Antony Lucy, John de Clavering und John Eure nach Bannockburn hatte die englische Verteidigung weiter geschwächt.

### Ergebnislose Friedensverhandlungen Ende 1314
Angesichts der Bedrohungen durch die Schotten kam es am 20. September 1314 in Durham zu einem Treffen zwischen schottischen Gesandten und einer von John Botetourt geführten englischen Delegation. Die Engländer konnten einen Waffenstillstand für die Scottish Marches erreichen, der am 6. Oktober 1314 in Kraft trat. Im Oktober 1314 kamen auch die meisten der bei Bannockburn gefangen genommen englischen Barone und Ritter frei, im Gegenzug ließ Eduard II. Elizabeth de Burgh, die Frau von Robert I., sowie dessen Tochter und Schwester sowie Robert Wishart, den Bischof von Glasgow frei. Im November reisten Erzbischof William Greenfield von York, Bischof Richard Kellaw von Durham und der Abt von St Mary's Abbey in York als Gesandte zu weiteren Verhandlungen nach Schottland. Der englische König dachte aber trotz seiner Niederlage offenbar überhaupt nicht daran, Robert I. als König anzuerkennen. Als Folge davon scheiterten die Friedensverhandlungen und der Krieg wurde weitergeführt. Am 6. November 1314 trat in Cambuskenneth Abbey ein schottisches Parlament zusammen, das die Titel und Besitzungen der schottischen Magnaten, die weiterhin auf englischer Seite standen, für verwirkt erklärte.

### Neue schottische Angriffe auf Nordengland ab 1315
Nach dem Scheitern der Friedensverhandlungen nahmen die Schotten ihre Überfälle nach Nordengland wieder auf. Die Engländer konnten den Norden ihres Landes gegen diese Angriffe nur unzureichend verteidigen. Zwar luden der Erzbischof von York und der Bischof von Durham am 3. Januar 1315 zahlreiche nordenglische Magnaten zu einem Treffen nach York ein, wo sie Möglichkeiten der Verteidigung Nordenglands gegen die Schotten berieten. Im gleichen Monat wurden aber zwölf nordenglische Barone für eine Sitzung des Parlaments entschuldigt, da sie ihr Land gegen die Schotten verteidigen mussten. Im Februar 1315 kaufte der Earl of Pembroke Mitford Castle, um Northumberland besser verteidigen zu können. Trotz dieser Abwehrversuche unternahmen die Schotten ab Anfang 1315 zahlreiche weitere Überfälle auf nordenglische Gebiete. Robert I. führte nur noch selten selbst die Raubzüge, die stattdessen in der Regel vom Earl of Moray und von James Douglas geführt wurden. Weitere bekannte schottische Anführer waren Robert Baird of Strathaven, Sir Gilbert Hay of Errol, der Constable und Sir Robert Keith der Marischal. Obwohl kein Überfall dem anderen glich, verliefen sie nach ähnlichem Muster, wobei die Schotten durch ihre zunehmende Erfahrung immer kühner wurden. Die Schotten ritten kleine, robuste Pferde, die Hobins genannt wurden. Nach diesen Pferden erhielten die Reiter den Namen Hobelars. Die Soldaten waren in der Regel nur leicht gepanzert und führten Waffen mit, mit denen sie im Fall eines Angriffs einen Schiltron bilden konnten, die sich bei Bannockburn so gut bewährt hatten. Wahrscheinlich führten die Schotten zahlreiche Lastpferde mit, um die Beute zu transportieren. Dennoch verlief der Rückzug häufig schleppend, da die Schotten erbeutete Viehherden nach Norden treiben mussten.
Anfang 1315 stießen die Schotten bis nach Tynedale vor und besetzten Haltwhistle, Hexham und Corbridge. Im Juni 1315 erfolgte ein für die Engländer unerwarteter, von Douglas und Moray geführter Vorstoß ins County Durham, wo Hartlepool zerstört wurde. Am 20. Juni 1315 erklärten die englischen Barone Pembroke, Badlesmere und Richard de Grey, dass sie zwischen dem 1. Juli und dem 1. November in Newcastle zur Verteidigung bereitstehen würden, doch sie verfügten über nur gerade 300 men-at-arms. Am 5. Juli 1315 wurde Pembrokes Zuständigkeit auf Trent und Roxburgh ausgeweitet, während sein Gefolgsmann Maurice de Berkeley ab dem 11. Mai 1315 für ein Jahr Kommandant von Berwick wurde. Pembroke erreichte Berwick Anfang August, von wo er einen Teil seiner Truppen zum Entsatz von Carlisle sandte, dass seit dem 22. Juni belagert wurde. Die Schotten hatten jedoch nicht genügend Belagerungsmaschinen, um die von Andrew Harclay, dem englischen Sheriff von Cumberland entschlossen verteidigte Stadt zu erobern. Bei mehreren Angriffen am 30. Juli erlitten sie schwere Verluste, und am 1. August zogen sie übereilt ab, wobei sie ihre Belagerungsmaschinen zurückließen. Vermutlich führten auch die zum Entsatz aus Berwick anrückenden englischen Truppen zum Abbruch der Belagerung. Harclay ließ die Schotten bis zum 16. August bis Lanercost verfolgen. Am 8. August wurde der Earl of Lancaster zum Oberkommandanten der englischen Truppen in den Scottish Marches ernannt, und Pembroke wurde ihm unterstellt. Nach seiner Rückkehr nach Newcastle zog Pembroke nach Norden, um einen erwarteten schottischen Angriff auf Northumberland abzuwehren. Anfang Oktober kehrte er nach Newcastle zurück. Lancaster hatte in dieser Zeit offenbar nichts unternommen. Am 30. August 1315 erklärte Eduard II., dass er den Winter über in Nordengland bleiben würde. Daraufhin blieben die Earls of Hereford, Richmond und Surrey mit ihrem Gefolge auf eigene Kosten zu seiner Unterstützung ebenfalls dort. Als Nachfolger von Pembroke und Badlesmere, deren Ernennungen zum 1. November ausliefen, ernannte der König für den Winter von 1315 bis 1316 Henry de Beaumont zum Kommandanten der östlichen Scottish Marches. Die eindrucksvolle englische Streitmacht konnte aber keine Erfolge erzielen. Am 7. Januar 1316 konnte die Besatzung von Berwick einen von Robert I. und von James Douglas geführten schottischen Angriff auf die Stadt abwehren.

### Folgen der fortgesetzten Überfälle auf Nordengland
Als Folge der fortgesetzten schottischen Überfälle wurden die englischen Gebiete nördlich des Tees faktisch von Schottland unterworfen. Ein noch größeres Gebiet litt teils unter schweren Verwüstungen. Von 1314 bis etwa 1323 erpressten die Schotten mindestens £ 20.000 Lösegeld von der Bevölkerung Nordenglands, damit diese von Plünderungen verschont blieb. Nur in den starken Burgen Carlisle, Norham, Newcastle, Richmond und Berwick blieb die englische Herrschaft zunächst gefestigt. Allerdings standen vor allem Berwick und Carlisle durch die andauernden schottischen Angriffe unter starken Druck. Dazu waren die Besatzungen der Burgen durch Desertationen geschwächt, weil der Sold unregelmäßig gezahlt wurde und die Proviantversorgung schlecht war. Die unzureichende Versorgung der englischen Garnisonen führte sogar dazu, dass englische Militärs wie Jack the Irishman, Gilbert Middleton und die Besatzungen mancher Burgen wie die von Bamburgh im eigenen Land teils schlimmer als die Schotten plünderten. Dies führte dazu, dass Northumberland weitgehend entvölkert wurde oder das sich zahlreiche der verbliebenen Bewohner offen den Schotten anschlossen.

### Versuch der schottischen Eroberung von Irland
Die Schotten eröffneten im Mai 1315 einen neuen Kriegsschauplatz, als Edward Bruce und der Earl of Moray für die Engländer überraschend in Irland landeten. Mit diesem Angriff verfolgten Robert I. und sein Bruder Edward mehrere Ziele. Zum einen wollten sie die Bedrohung ausschalten, die von dem unter englischer Herrschaft stehenden Irland ausging. Anglo-irische Truppen hatten mehrfach die englischen Heere verstärkt, die in Schottland eingefallen waren, von Irland wurde Nachschub und Proviant für die englischen Truppen in Schottland bezogen, und von den ostirischen Häfen Dublin, Dundalk und Drogheda aus bedrohten englische Schiffe die schottische Westküste. Im Februar 1315 hatte der weiter auf englischer Seite kämpfende John of Lorne die Isle of Man erobert. Der schottische Angriff auf Irland war als Gegenschlag zu diesem Angriff gedacht. Dazu verfolgte Edward dynastische Ziele. Mit Unterstützung seines Bruders und der irisch-gälischen Bevölkerung wollte er Hochkönig von Irland werden und damit ein eigenes Reich gewinnen. Die Armee, mit der er in Irland landete, war zwar zahlenmäßig klein, aber kampferprobt. Trotz der geringen Größe des Heeren waren aber dennoch erhebliche schottische Kräfte mit dem Feldzug gebunden. Dies und wohl auch das Scheitern der Belagerung von Carlisle 1315 führte dazu, dass die Schotten von Sommer 1315 bis Sommer 1316 fast ein Jahr lang keine Überfälle auf Nordengland unternahmen.
In Irland erhob sich Edward Bruce zum Hochkönig und schlug mit Hilfe seiner irischen Verbündeten die Truppen der anglo-irischen Lords of Ulster, zwang die Besatzung von Carrickfergus Castle zu einem Waffenstillstand und stieß bis Dundalk vor. Dann zogen die Schotten nach Connor in Antrim. Nachdem sie dort ihre Stellung gefestigt hatten, zogen sie plündernd nach Süden und besiegten in mehreren Gefechten englische Truppen unter dem Justiciar of Ireland Edmund Butler. Im August 1316 ergab sich Carrickfergus Castle, und im Herbst 1316 reiste Edward Bruce nach Schottland, vermutlich um weitere Verstärkungen zu gewinnen. In Irland hatte er außerhalb von Ulster durch die einheimische Bevölkerung weit weniger Unterstützung erhalten, als er erhofft hatte. Robert I. zog dennoch im Januar 1317 mit einem schottischen Heer nach Irland, doch der Winterfeldzug von ihm und seinem Bruder wurde ein Misserfolg. Zahlreiche Schotten litten unter der mangelnden Versorgung und starben an Hunger und Krankheiten. Robert I. führte das Heer zurück nach Ulster, womit deutlich wurde, dass der Versuch der Eroberung von Irland gescheitert war. Im Mai 1317 kehrte Robert I. von Irland nach Schottland zurück und konzentrierte fortan den Schwerpunkt seiner Angriffe auf Nordengland. Edward Bruce blieb in Irland. Im Oktober 1318 wurde er von anglo-irischen Truppen entscheidend in der Schlacht bei Faughart bei Dundalk geschlagen, in der er fiel. Bis Dezember 1318 beendeten die Engländer mit der Eroberung von Carrickfergus Castle die Rückeroberung von Ulster.

### Kämpfe in den Scottish Marches 1316
Von Ende 1315 bis zum 30. Mai 1316 war für die Scottish Marches ein Waffenstillstand vereinbart worden, der aber auf lokaler Ebene oft nicht eingehalten wurde. Im Februar oder März 1316 konnte eine von James Douglas, William Soulis und Henry Balliol geführte schottische Streitmacht in einem heftigen Gefecht bei Skaithmuir bei Coldstream eine 300 Mann starke Reitertruppe der Garnison aus Berwick schlagen. Diese wollte einen Raubzug nach Merse und Teviotdale führen, um Lebensmittel zu erbeuten. Douglas war im Selkirk Forest, als er von dem Raubzug hörte, und verfolgte sofort die Engländer. Als die gegnerischen Gruppen sich sahen, kam es rasch zum Kampf. In dem erbitterten Gefecht fiel der Großteil der Engländer, unter denen sich mehrere Ritter aus der Gascogne befanden, darunter Raymond de Calhau, der vielleicht ein Neffe von Piers Gaveston war. Nur 50 Engländer sollen unverletzt entkommen sein. In einem weiteren Gefecht schlug Douglas wenig später unweit von Berwick eine englische Reitertruppe, deren Kommandant Robert Neville of Raby fiel.

### Der geplante englische Feldzug von 1316
Im Frühjahr 1316 gab es Vorverhandlungen über eine Verlängerung des zum 30. Mai auslaufenden Waffenstillstands, die aber ergebnislos blieben. Bereits im Februar 1316 hatte ein englisches Parlament in Lincoln beschlossen, erstmals nach der Niederlage bei Bannockburn einen neuen Feldzug nach Schottland durchzuführen. Dafür wurden neue Steuern und Truppenaushebungen bewilligt. Das Heer sollte sich am 8. Juli in Newcastle zur Musterung einfinden. Im Mai wurde der Beginn des Feldzugs auf August verschoben. Zum einen war es in Bristol zu einem Aufstand der Bürger gekommen, der erst niedergeschlagen werden musste. Damit waren Kräfte des Königs gebunden, dazu gab es Schwierigkeiten bei der Erhebung der Steuern und bei der Aufstellung der Truppen. Der Feldzug war dringend erforderlich, da die Schotten im Sommer 1316 neue Angriffe auf Nordengland führten. Dabei waren nicht nur Städte und Dörfer im County Durham und in Yorkshire Ziel der Angriffe, sondern erstmals auch in Städte in Lancashire, wo Furness geplündert wurde. Zwischen dem englischen König und dem Earl of Lancaster war es inzwischen zu neuen Spannungen gekommen. Die Gegner Lancasters am Könighof behaupteten, dass die Schotten dessen Besitzungen nicht geplündert hätten. Trotz der schottischen Überfälle wurde am 20. August der Beginn des Feldzugs auf den 6. Oktober verschoben. Der Tod von Bischof Richard Kellaw von Durham am 9. Oktober änderte die Lage erneut, da es in Durham zu einer umstrittenen Bischofswahl kam. Daraufhin wurde der Feldzug im November abgesagt. Am 19. November wurde der Earl of Arundel als Nachfolger Lancasters zum Verteidiger der Marches ernannt, dazu wurden die Burgen mit Truppen und Nachschub versorgt. Dann ernannte der König am 24. November Unterhändler, um mit den Schotten über einen Waffenstillstand zu verhandeln.

### Diplomatische Unterstützung der Engländer durch den Papst
Der 1316 neu gewählte Papst Johannes XXII. unterstützte die Politik des englischen Königs. Der Papst sah den schottischen König als Unruhequell an, der Eduard II. von einem Kreuzzug gegen die Türken abhielt. Am 17. März 1317 beauftragte der Papst die Kardinäle Gauscelin de Jean und Luca Fieschi einen Frieden zwischen England und Schottland zu vermitteln. Am 28. März exkommunizierte der Papst Robert I. erneut, und am 1. Mai 1317 besiegelte er Bullen, die einen Waffenstillstand verkündeten und in denen die Schotten aufgefordert wurden, ihre Angriffe auf Nordengland und Irland einzustellen. Der Waffenstillstand sollte so lange gelten, bis die Kardinäle einen dauerhaften Frieden ausgehandelt hätten. Im Juli trafen die beiden Kardinäle in London ein, Robert I. ignorierte die päpstlichen Bullen und nahm sie noch nicht einmal entgegen, da er in ihnen nicht als König betitelt wurde.

### Der geplante englische Feldzug von 1317
Um den 23. April 1317 wurde eine starke, von Earl of Arundel geführte englische Streitmacht bei Lintalee südlich von Jedburgh von einer schottischen Truppe unter Douglas geschlagen, als sie nach Lothian vorstoßen wollte. Zwischen dem 13. Mai und dem 11. Juni versuchte eine englische Flotte, am Nordufer des Firth of Forth zu landen und dort zu plündern. Die Engländer landeten bei Dunfermline, wo der Earl of Dunbar und der Sheriff von Fife sie halbherzig mit einem Aufgebot angriffen. Bevor es aber zur Schlacht kam, flüchtete die Truppe. Im wenige Meilen entfernten Auchterpool traf Bischof William Sinclair von Dunkeld die Flüchtenden. Der Bischof bezichtige sie der Feigheit und griff nun selbst in Rüstung und mit einer Lanze bewaffnet die Engländer an. Daraufhin folgte ihm die Armee. Die Engländer wurden von dem ungestümen Angriff in die Flucht geschlagen. Viele wurden getötet, andere ertranken, als das überladene Boot, mit dem sie flüchten wollten, sank. Da der Earl of Arundel als Verteidiger der Scottish Marches nicht mehr erreichen konnte als sein Vorgänger Lancaster, plante Eduard II. für den Sommer 1317 einen neuen Feldzug nach Schottland. Zunächst sollte der Feldzug am 8. Juli beginnen, doch dieser Termin wurde verschoben, da der Earl of Pembroke und Baron Badlesmere, die im Auftrag des Königs auf einer diplomatischen Mission auf dem Kontinent waren, noch nicht nach England zurückgekehrt waren. Der neue Beginn des Feldzugs wurde auf den 11. August in Newcastle festgesetzt, doch nun überschritt am 8. Juli ein schottisches Heer die Grenze und fiel plündernd in Nordengland ein. Angeblich hatten englische Truppen, die die Grenze bewachen sollten, ihre Posten verlassen. Eduard II. versuchte nun, seinen innenpolitischen Gegner Lancaster zu einem gemeinsamen Feldzug gegen die Schotten zu bewegen. Lancaster erklärte sich im Grunde einverstanden, erschien jedoch nicht mit seinem Aufgebot. Der Start des Feldzugs wurde weiter auf den 15. September verschoben. Eine hochrangige Gesandtschaft, die aus sieben Bischöfen und den Earls of Pembroke und Hereford bestand, reiste nach Pontefract Castle, dem Sitz Lancasters. Dennoch erschien Lancaster nicht. Er begründete sein Fernbleiben mit der Furcht vor einem Anschlag auf sein Leben. Aus diesem Grund sagte er auch ein direktes Treffen mit dem König ab. Der König erreichte am 4. September 1317 York, auf dem Weg dorthin war er nahe an Pontefract vorbeigezogen. Nachdem der König vorbeigezogen war, ließ Lancaster die Brücken blockieren, so dass den König keine Verstärkungen erreichen konnte. Dies rechtfertigte er mit den Aufgaben, die er als Steward of England innehatte. Trotz der Gegnerschaft Lancasters hatte der König in Newcastle eine recht stattliche Armee zusammenziehen können, die aus etwa 1500 men-at-arms, leichten Reitern, Bogenschützen, Armbrustschützen und Fußsoldaten bestand. Dazu waren Pembroke, Hereford, Badlesmere und andere Magnaten mit ihrem Gefolge erschienen. Die Spannungen zwischen Lancaster und dem König verschärften sich aber noch weiter, als am 1. September Louis de Beaumont, der neu gewählte Bischof von Durham, sowie die ihn begleiteten Kardinäle Gauscelin de Jean und Luca Fieschi überfallen und ausgeraubt wurden. Der ungeheure Angriff wurde von Gilbert Middleton durchgeführt, doch als Urheber wurde rasch Lancaster verdächtigt. Daraufhin sagte Eduard II. kurz nach dem 8. September in York den Feldzug ab. Daraufhin wurde im November 1317 ein neuer Waffenstillstand für die Scottish Marches vereinbart.

### Eroberung von Berwick 1318 und der englische Feldzug von 1319
Durch einen nächtlichen Überraschungsangriff konnten die Schotten Anfang April 1318 die wichtige Grenzfestung Berwick erobern. Anschließend zogen sie im Mai plündernd durch Yorkshire. Sie eroberten Harbottle, Wark und Mitford Castle und stießen anschließend nach Northallerton, nach Ripon und fast bis Pontefract vor. Die Bewohner von Ripon flüchteten in das Münster und erkauften sich für 1000 Mark, dass die Stadt nicht niedergebrannt wurde. Dann brannten die Schotten Knaresborough nieder und zogen über Skipton zurück.
Die Eroberung von Berwick durch die Schotten war eine schwere Niederlage für die Engländer. Der Schock der Niederlage führte dazu, dass im Spätsommer 1319 Eduard II. und der Earl of Lancaster tatsächlich gemeinsam ein Heer nach Schottland führten. Ab dem 7. September belagerte das Heer Berwick. Die Belagerung war aber schlecht vorbereitet, und die inzwischen stark befestigte Stadt wurde von Walter Stewart entschlossen verteidigt. Die Schotten wagten es nicht, das Belagerungsheer direkt anzugreifen, doch um das belagerte Berwick zu entlasten, umgingen Moray und Douglas mit einem Heer Berwick und stießen bis nach Yorkshire vor. Als sie sogar York bedrohten, stellten Erzbischof William Melton von York und Kanzler John Hotham ein Aufgebot zur Abwehr der Schotten auf. Dieses schlecht ausgerüstete Heer wurde aber am 12. September in der Schlacht bei Myton vernichtend geschlagen. Als die Belagerer von Berwick von der Niederlage erfuhren, verließ der Earl of Lancaster das Belagerungsheer, möglicherweise um seine Besitzungen zu schützen. Daraufhin musste der König am 17. September die Belagerung ganz abbrechen. Die Schotten konnten aber unbehelligt über die Pennines ziehen und mit reicher Beute nach Schottland zurückkehren. Nach dem Scheitern der Belagerung von Berwick 1319 blieb der König mit 600 men-at-arms in York, während Badlesmere von Newcastle aus die englischen Burgen versorgen sollte. Dennoch führte Douglas einen neuen Raubzug nach Nordengland. Er fiel über Nordwestengland ein und zerstörte um den 1. November 1319 die Getreidespeicher von Gilsland. Die Engländer sahen keine Möglichkeit, diese Angriffe zu stoppen. Eduard II. war gezwungen, mit den Schotten Verhandlungen über einen Waffenstillstand aufzunehmen, und akzeptierte am 22. Dezember 1319 einen mindestens zweijährigen Waffenstillstand. Nach den Bedingungen dieses Waffenstillstands erhielten die Engländer Harbottle Castle in Northumberland unter der Bedingung zurück, die Burg zu schleifen oder innerhalb eines Jahres wieder den Schotten zu übergeben.

### Waffenstillstands- und Friedensverhandlungen von 1319 bis 1321
Angesichts der weiter über ihn verhängten Exkommunikation ergriff Robert I. im Frühjahr 1320 erneut die Initiative, um einen Frieden mit England zu schließen. Vermutlich im April oder Mai sandte er einen Brief an Eduard II., in dem er erklärte, dass er zu Friedensverhandlungen bereit sei. Wahrscheinlich zur gleichen Zeit wurde die Declaration of Arbroath erlassen, in der acht schottische Earls und dreißig Barone erklärten, dass sie niemals eine englische Herrschaft akzeptieren würden. Mit dieser diplomatischen Initiative wollte Robert I. erreichen, dass es den Anschein hätte, dass allein Eduard II. und England einem Frieden mit Schottland verhindern wollten. Im März 1320 erreichten schottische Gesandte Avignon, um den Papst von ihren Friedensabsichten zu überzeugen. Die englische Regierung befürchtete nun, dass der Papst von seiner Ablehnung der Anerkennung von Robert I. als König abrücken würde, zugleich mussten sie annehmen, dass Frankreich Schottland stärker unterstützen würde. Vermutlich wurde ein Frieden mit Schottland auch während des Treffens von Eduard II. mit dem französischen König Philipp V. im Sommer 1320 in Amiens besprochen. Tatsächlich drängte der Papst den englischen König in einem Schreiben vom 10. August 1320, Friedensverhandlungen mit Schottland aufzunehmen. In einem weiteren Schreiben vom 18. August berichtete er von den Gesprächen mit der schottischen Gesandtschaft. Tatsächlich hatte Eduard II. bereits zuvor drei seiner engsten Vertrauten, den Earl of Pembroke, Badlesmere und Hugh le Despenser beauftragt, im August 1320 Verhandlungen mit den Schotten in Carlisle zu führen. Aus ungeklärten Gründen schickten die Engländer am 14. August Boten zu den Schotten mit der Bitte, die Verhandlungen zu vertagen. Im September und Oktober gab es weitere Gespräche mit den Schotten, ehe Eduard II. am 19. Januar 1321 eine eindrucksvolle Gesandtschaft beauftragte, Friedensverhandlungen mit Schottland zu führen. Dieser Gesandtschaft sollten der Erzbischof von York, die Bischöfe John Halton von Carlisle, Thomas Cobham von Worcester und Rigaud de Asserio von Winchester, der Earl of Pembroke und der Earl of Hereford, Badlesmere, der Keeper of the Privy Seal Robert Baldock, William Airmyn sowie mit Stephen und Nicholas Seagrave, Fulk Lestrange und John de Clavering vier Unterstützer des Earl of Lancaster angehören. Auch die päpstlichen Legaten und eine französische Gesandtschaft sollten an den Verhandlungen teilnehmen. Da der Earl of Pembroke jedoch noch in Frankreich unterwegs war, ernannte der König schließlich den Earl of Richmond zu dessen Vertreter, während der Earl of Hereford sich entschuldigen ließ. Am 26. März 1321 kam es mit den schottischen Gesandten zu einem Treffen in Bamburgh, bei dem die Schotten ausdrücklich ihren Friedenswunsch kundtaten. Dennoch kam es bei dem Treffen zu keinen weiteren Ergebnissen. Daraufhin wurden die Verhandlungen auf den 1. September 1321 vertagt. Bis zu diesem Zeitpunkt sollten sowohl Robert I. wie auch Eduard II. konkretere Verhandlungspositionen vorlegen. Wenig später kam es in den Welsh Marches zum Despenser War, der Rebellion der Marcher Lords gegen den königlichen Günstling Hugh le Despenser. An diesem Aufstand beteiligte sich auch der Earl of Hereford. Dieser Konflikt weitete sich im Sommer 1321 zu einer Revolte gegen den König aus, so dass es zu keinen weiteren Verhandlungen mit Schottland kam. Aufgrund der ausbleibenden Verhandlungen befahl Eduard II. am 25. August 1321 die Zerstörung von Harbottle Castle, da die Burg sonst gemäß den Bestimmungen des Waffenstillstands von 1319 bis zum 29. September 1321 wieder an die Schotten fallen würde.

### Feldzüge von 1322

#### Geheime Verhandlungen Lancasters mit den Schotten

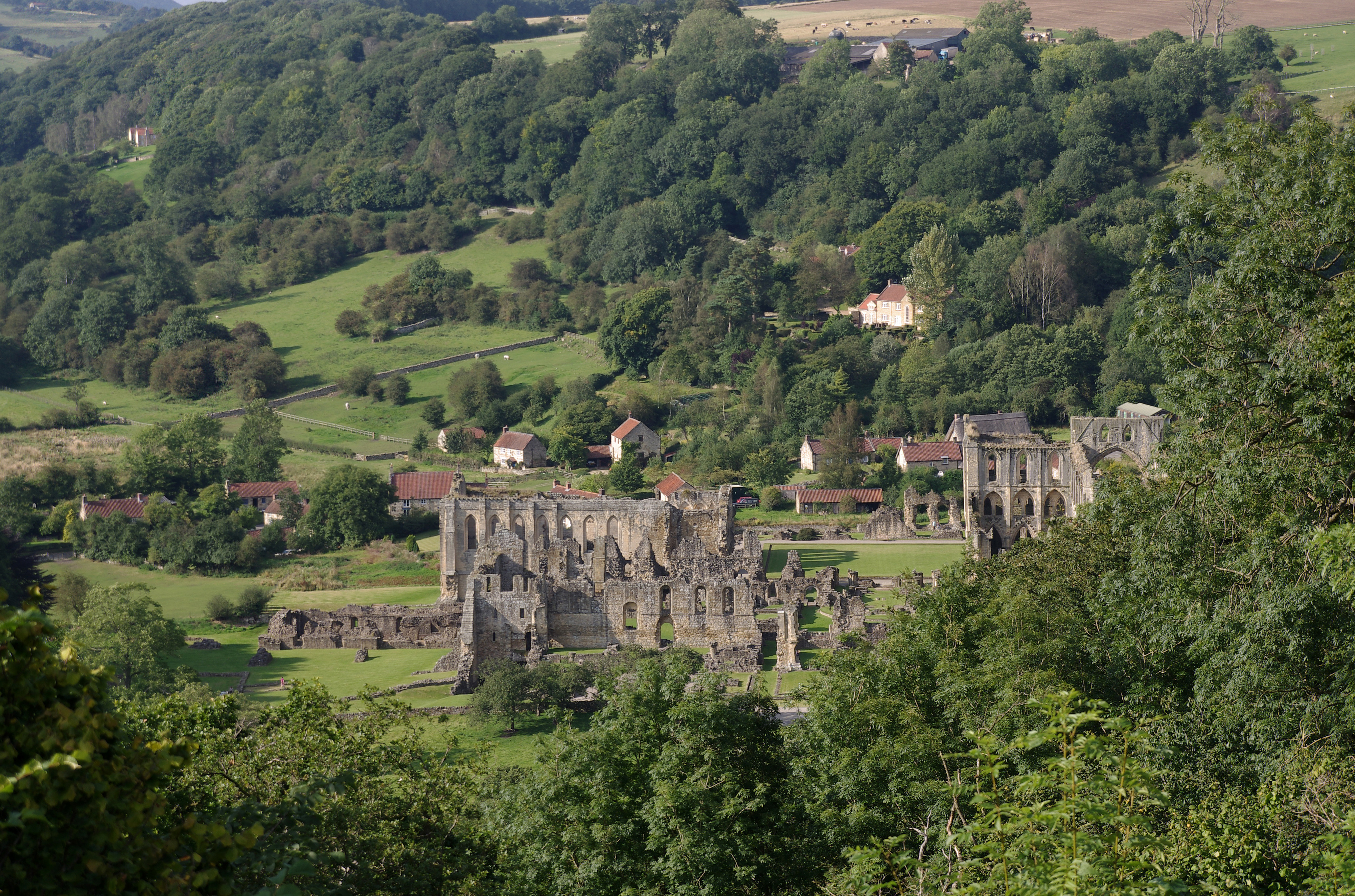
Die Ruine von Rievaulx Abbey, von wo der englische König Eduard II. nach der Schlacht bei Byland flüchten musste. Fotografie von 2012.

Während der Revolte gegen Eduard II. hatte der Earl of Lancaster bereits ab Ende 1321 geheime Gespräche mit Douglas und Moray geführt, um Unterstützung durch Schottland zu erhalten. Lancaster konnte den Schotten selbst aber wenig bieten, so dass die Verhandlungen ergebnislos blieben. Stattdessen führten Douglas und Moray nach Auslaufen des Waffenstillstands bereits ab dem 6. Januar 1322 einen neuen Überfall nach Nordengland. Sie plünderten Teesside, dann blieb Moray in Darlington, während Douglas Hartlepool und Cleveland sowie Walter Steward Richmondshire plünderte bzw. dort Lösegelder erpresste. Obwohl Lancaster zu dieser Zeit mit einer stattlichen Armee im südlichen Yorkshire war, wandte er sich nicht gegen die Schotten. Eduard II. ging ab Anfang 1322 militärisch gegen Lancaster vor und trieb ihn nach Norden. Andrew Harclay, der Sheriff von Cumberland, hatte den König vor den Schotten gewarnt und stellte mit Billigung des Königs eine Streitmacht aus leichten Reitern auf. Mit dieser zog er jedoch nicht gegen die Schotten, sondern stellte im März 1322 Lancaster und die verbliebenen Rebellen, darunter Hereford und Badlesmere, auf ihrer Flucht nach Norden. In der folgenden Schlacht bei Boroughbridge wurden die Rebellen vernichtend geschlagen. Der König hatte inzwischen Burgen von Lancaster erobert und soll darin Beweise für seine geheimen Verhandlungen mit den Schotten gefunden haben. Der bei Boroughbridge gefangen genommene Lancaster wurde als Verräter verurteilt und hingerichtet.

#### Der englische Feldzug von 1322
Die erfolgreiche Niederschlagung der Rebellion von Lancaster ermutigte Eduard II. zu einem neuen, groß angelegten Feldzug nach Schottland. Bevor das englische Heer aber die Grenze überqueren konnte, zog Robert I. selbst am 1. Juli 1322 mit einem Heer nach England. Er stieß in das westliche Cumberland vor, überquerte bei Duddon Sands die Mündung des River Duddon und stieß nach Furness vor, das Lösegeld zahlte. Dann überquerte das schottische Heer die Mündung des Kent und zog bis Lancashire, wo Lancaster und Preston niedergebrannt wurden. Ohne auf größere Gegenwehr gestoßen zu sein, kehrten die Schotten am 24. Juli nach Schottland zurück. Das englische Heer folgte den Schotten und stieß am 10. August 1322 nach Schottland vor. Am 19. August erreichte Eduard II. Musselburgh bei Edinburgh, danach zog das Heer weiter bis nach Leith. Robert I. stellte sich nicht zur Schlacht, sondern hatte sich nach Norden zurückgezogen und den Engländern verbrannte Erde hinterlassen. Ohne ausreichende Versorgung mussten sich die Engländer, durch Hunger und Krankheiten geschwächt zurückziehen. Die Schotten folgten den Engländern und überquerten am 30. September die Grenze zu England. Im nördlichen Yorkshire überfielen sie wahrscheinlich die Region von Sutton Bank, die bislang von schottischen Überfällen verschont geblieben war. Eduard II. hatte inzwischen den Großteil seines Heeres entlassen. Er war in Rievaulx Abbey, als er erfuhr, dass die Schotten ihn verfolgten und bereits im wenige Kilometer entfernten Northallerton waren. Er befahl verschiedene Magnaten mit ihren Truppen zu sich, doch diese erreichten ihn nicht rechtzeitig. Am 14. Oktober schlugen die Schotten eine englische Streitmacht unter dem Earl of Richmond in der Schlacht bei Byland. Eduard II. konnten den Schotten nur knapp entkommen und nach York flüchten. Königin Isabelle, die der König in der vermeintlichen sicheren Tynemouth Priory zurückgelassen hatte, konnte nach einer riskanten Flucht, vermutlich in einem Schiff über das Meer ebenfalls flüchten. Dann zogen sich die Schotten plündernd nach Norden zurück. Die Schlacht bei Byland war zwar keine katastrophale Niederlage wie Bannockburn, doch für den englischen König eine tiefe Demütigung.

### Der Waffenstillstand von Bishopsthorpe 1323
Nach dem Scheitern des Feldzugs von 1322 bewilligte das Parlament in York im November 1322 eine neue Steuer zur Finanzierung eines weiteren Feldzugs, und für den 2. Februar 1323 wurde ein neues Heer nach York berufen. Zahlreiche Magnaten bezweifelten jedoch insgeheim, ob der König nach dem kläglichen Scheitern des groß angelegten Feldzugs von 1322 und der Niederlage bei Byland überhaupt je einen erfolgreichen Feldzug führen konnte. Andrew Harclay, der erfahrenste englische Militär in den Scottish Marches, führte im Januar 1323 in Lochmaben mit Robert I. eigene Verhandlungen. Er schloss sogar in der Hoffnung, dass der englische König dies billigen würden, mit dem schottischen König einen Friedensvertrag, in dem er Schottland als eigenes Königreich anerkannte. Eduard II. hatte jedoch bereits am 8. Januar 1323 Harclay Verhandlungen mit Schottland verboten. Als der König von dem von Harclay geschlossenen Vertrag erfuhr, erklärte er ihn für nichtig. Harclay wurde zum Verräter erklärt, verhaftet und hingerichtet. Dennoch begann der König bereits vor der Hinrichtung Harclays eigene Verhandlungen mit Schottland. Zur Abwehr befürchteter neuer schottischer Angriffe beorderte er Truppen für den 24. April nach York. Durch Vermittlung durch Henry de Sully, einem bei Byland gefangen genommenen französischen Adligen, wurde am 14. März ein vorläufiger Waffenstillstand vereinbart, der bis zum 22. Mai gelten sollte.

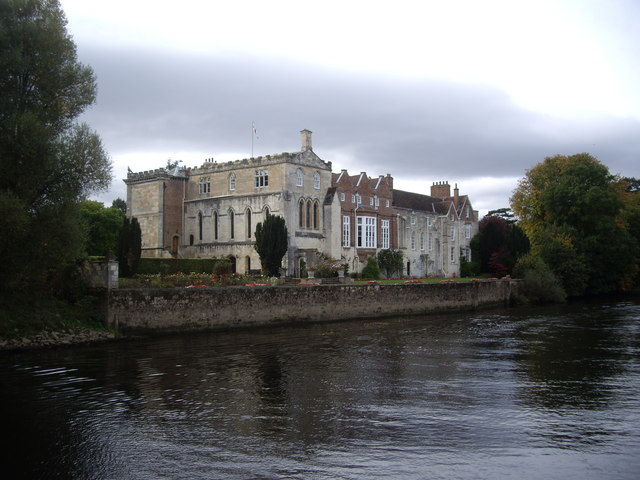
Der Palast des Erzbischofs von York in Bishopsthorpe, wo 1323 ein langfristiger Waffenstillstand im Krieg zwischen England und Schottland geschlossen wurde. Fotografie von 2009.

Die Verhandlungsbereitschaft der Schotten wurde wahrscheinlich durch die politische Lage in Flandern vergrößert. Flandern war bislang mit Schottland verbündet gewesen und flämische Schiffe hatten englische Schiffe angegriffen. Im September 1322 war jedoch Graf Robert III. gestorben. Für seinen minderjährigen Nachfolger Ludwig übernahm ein Regentschaftsrat die Regierung, der Verhandlungen mit dem englischen König aufnahm. Diese führten am 5. April 1323 zum Abschluss eines Waffenstillstands mit England. Am 18. April 1323 verbannte der Regentschaftsrat alle Schotten aus Flandern.
Nach dem Abschluss des vorläufigen Waffenstillstands mit England reiste eine schottische Delegation nach Newcastle. Am 29. April wurde der Waffenstillstand bis zum 2. Juni verlängert, und für die schottischen Hauptunterhändler, Bischof William Lamberton von St Andrews und den Earl of Moray stellten die Engländer mehrere Geiseln, die nach Tweedmouth gebracht wurden. Am 1. Mai beauftragte der König den Earl of Pembroke, Bischof Walter Stapeldon von Exeter, Hugh le Despenser und Robert Baldock einen langfristigen Waffenstillstand zu schließen. Diese hochrangige englische Delegation traf wenige Tage später die schottischen Unterhändler in Newcastle. Zunächst verliefen die Verhandlungen schleppend. In einem Brief vom 11. Mai beklagte sich Eduard II. bei Pembroke über die zahlreichen Überfälle und Verbrechen der Schotten in den letzten Jahren. Schließlich vereinbarten die Delegationen Ende Mai 1323 keinen Friedensvertrag, sondern einen mindestens dreizehn Jahre lang, bis zum 12. Juni 1336 gültigen Waffenstillstand. Robert I. wurde darin nicht als König anerkannt. Beide Delegationen kamen nach Bishopsthorpe in York, wo im Palast des Erzbischofs der König und der eigens zusammengerufene Kronrat am 30. Mai den langfristigen Waffenstillstand anerkannten. Allerdings kam es unter den fünfzig anwesenden englischen Ratsmitgliedern zu Unmut über die Bedingungen des Waffenstillstands. Henry de Beaumont weigerte sich, an den Beratungen teilzunehmen, worauf ihn der verärgerte König aus dem Kronrat entließ und ihn sogar ins Gefängnis werfen wollte.

### Erfolglose weitere Friedensverhandlungen

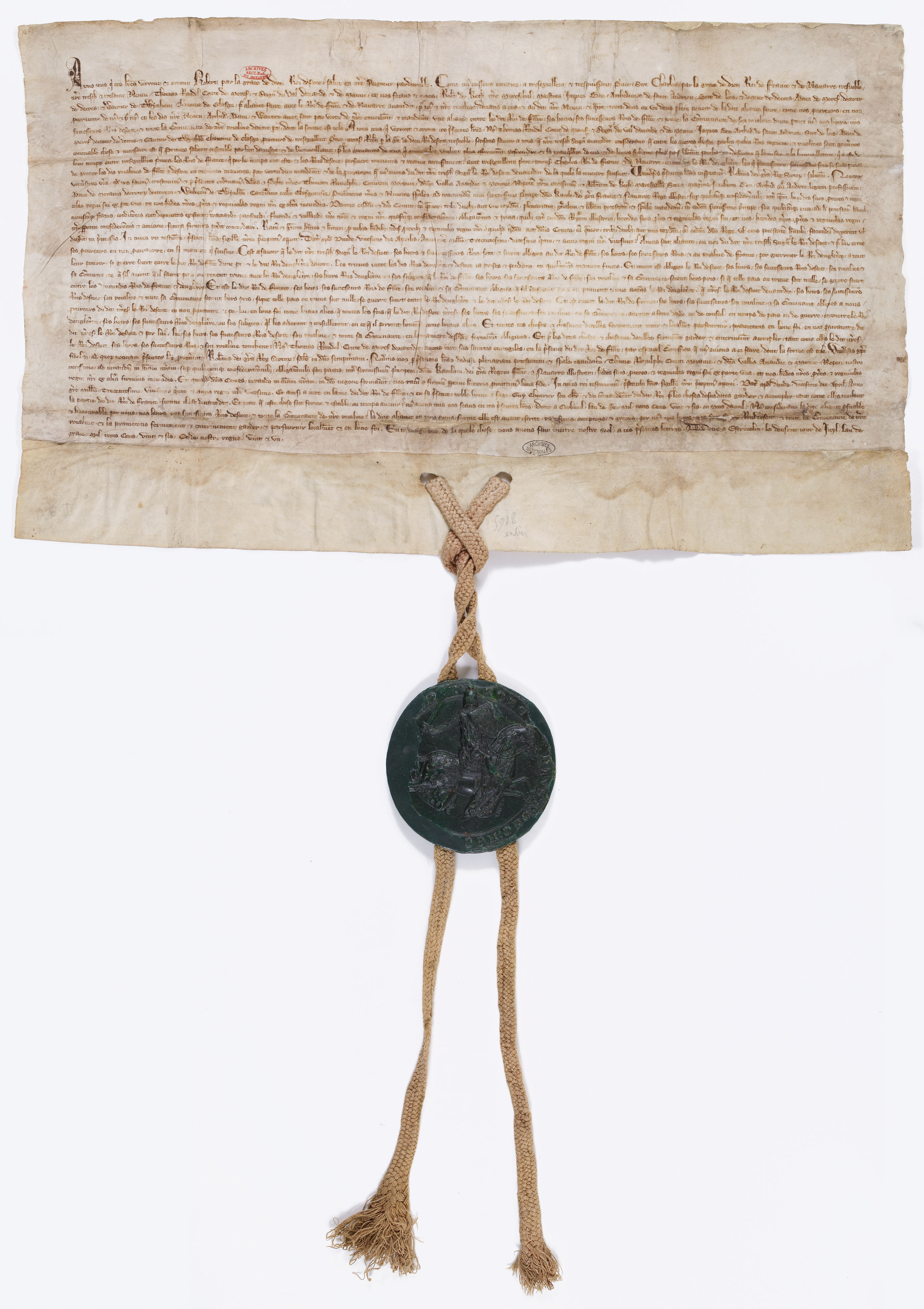
Ausfertigung des Vertrags von Corbeil, in dem das schottisch-französische Bündnis 1326 erneuert wurde

Nach dem Abschluss des Waffenstillstands versuchte Robert I. in weiteren Verhandlungen, durch einen Friedensvertrag mit England als König von Schottland anerkannt zu werden. Am 18. November 1324 trafen seine Gesandten, Bischof William Lamberton von St Andrews und der Earl of Moray eine englische Delegation in York. Angeblich verlangten die Schotten, dass die englische Krone auf alle Ansprüche gegenüber dem schottischen König verzichtete, dass die Schotten weite Teile Nordenglands bis nach York hin erhielten und dass Robert I. die alten Besitzungen seiner Familie im ostenglischen Essex zurückerhielt. Dazu sollten die Engländer den traditionellen schottischen Krönungsstein, den Stein von Scone zurückgeben. Im Gegenzug bot Robert I. ein Heiratsbündnis zwischen einer seiner Töchter und dem englischen Thronfolger Eduard an. Das Bündnis sollte sowohl vom französischen König wie auch vom Papst bezeugt werden. Die Engländer wiesen diese Forderungen als überzogen zurück und argwöhnten, dass durch einen Abbruch der Verhandlungen ein Vorwand für einen neuen Krieg gesucht wurde. Besonders die angebliche Involvierung des französischen Königs machte die Engländer misstrauisch, da sie kurz vor einen offenen Krieg mit Frankreich standen. Ob die Schotten zu dieser Zeit tatsächlich mit Frankreich in Kontakt standen, ist ungeklärt, doch im April 1326 wurde das Bündnis von 1295 durch den Vertrag von Corbeil erneuert. Zuvor hatte Eduard II. Edward Balliol, den Sohn des 1296 abgesetzten schottischen Königs John Balliol aus Nordfrankreich nach England eingeladen, der immer noch einen Anspruch auf den schottischen Thron erhob.

## Weardale Campaign von 1327 und der Frieden von Edinburgh und Northampton

### Vorgeschichte
Eduard II. hatte zwar 1322 seinen Gegner Lancaster und zahlreiche weitere Rebellen besiegen können, doch ab 1325 plante seine eigene Frau, Königin Isabelle seinen Sturz. Zusammen mit dem geflüchteten Rebellen Roger Mortimer bereitete sie im französischen Exil eine Invasion Englands vor. Vor dem 25. Februar 1326 vereinbarten Isabelle und Mortimer in Frankreich mit dem schottischen Gesandten, dem Earl of Moray, dass die Schotten eine Invasion Englands nicht ausnutzen würden, um selbst in Nordengland einzufallen. Wahrscheinlich versprachen Isabelle und Mortimer im Gegenzug, Robert I. offiziell als schottischen König anzuerkennen, sobald sie die Macht in England erlangt hätten. Im September 1326 landeten Isabelle und Mortimer schließlich mit einem Heer in England. Die Herrschaft von Eduard II. brach zusammen. Der flüchtende König geriet auf der Flucht im November in Südwales in die Gefangenschaft seiner Gegner und wurde im Januar 1327 zur Abdankung gezwungen. Am 1. Februar 1327, dem Tag der Krönung von Eduard III., dem jungen Sohn von Isabelle und Eduard II., unternahmen die Schotten einen Überraschungsangriff auf Norham Castle, der jedoch von der Besatzung abgewehrt werden konnte. Der schwerkranke Robert I. fühlte sich vielleicht nach dem Sturz von Eduard II. nicht mehr an den Waffenstillstand von Bishopsthorpe gebunden. Vielleicht wollte er auch die Situation ausnutzen, da die neue englische Regierung noch nicht gefestigt war. Tatsächlich war England nicht sofort zu einem Krieg mit Schottland bereit. Die neue, von Mortimer und Isabelle dominierte Regierung traf zwar Abwehrmaßnahmen zur Verteidigung der Scottish Marches, doch am 6. März 1327 bestätigte sie den Waffenstillstand von 1323. Robert I. segelte im April 1327 noch einmal nach Ulster, um dort die englische Herrschaft zu schwächen. Er beanspruchte nach dem Tod seines Schwiegervaters das Earldom Ulster und bot einen separaten Frieden zwischen Irland und Schottland an. Der Aufenthalt des schottischen Königs in Irland beunruhigte zwar die englische Regierung, doch er konnte keine greifbaren Erfolge erzielen und kehrte im Juli 1327 wieder zurück nach Schottland. Während der Abwesenheit des schottischen Königs hatte Roger Mortimer bereits am 5. April mit den Vorbereitungen für einen Feldzug nach Schottland begonnen.

### Die Weardale Campaign
Angesichts der Bedrohung durch die Engländer wollten die Schotten den Engländern zuvorkommen und fielen selbst im Juli 1327 plündernd in Nordengland ein. Sie hatten sich in drei Marschsäulen unter der Führung von Moray, Douglas und dem Earl of Mar aufgeteilt. Von Durham aus folgte das schwerfällige englische Heer den Schotten, ohne allerdings die Chance zu haben, die berittenen Schotten einzuholen. Nach einem erschöpfenden Marsch fanden die Engländer schließlich doch das vereinte schottische Heer, das mehrere Tage lang in einer stark defensiven Stellung am Wear auf die Engländer gewartet hatten. Den Engländern gelang es nicht, die Schotten zur offenen Schlacht zu stellen, und schließlich zogen die Schotten, von den Engländern unbemerkt, in der Nacht zum 7. August unbemerkt ab. Sie erreichten unbehelligt wieder die schottische Grenze, so dass der englische Feldzug ein völliger Fehlschlag geworden war.

### Der Frieden von Edinburgh und Northampton
Bereits Ende August 1327 führte der aus Irland zurückgekehrte Robert I. einen neuen Angriff nach Northumberland, wobei die Schotten nun die Burgen der Region belagerten. Die Engländer befürchteten, dass die Schotten nun Northumberland nicht nur plündern, sondern erobern wollten. Nach dem teuren, fehlgeschlagenen Feldzug war die englische Regierung aber nicht mehr in der Lage, einen neuen Feldzug gegen Schottland zu führen. Anfang Oktober schickten die Engländer Gesandte zum schottischen König, um Friedensverhandlungen aufzunehmen. Auch die Schotten waren zu Verhandlungen bereit. Ihr König war todkrank, und sein Sohn und Erbe David war noch ein Kind. Die Verhandlungen führten zu dem am 17. März in Edinburgh und am 4. Mai 1328 in Northampton geschlossenen Frieden, der den Schottischen Unabhängigkeitskrieg beendete. In diesem Frieden verzichteten die Engländer auf alle feudalrechtlichen Ansprüche in Schottland, womit Robert I. als König anerkannt wurde.

## Folgen
Der 1328 geschlossene Frieden war in England bei vielen Baronen unpopulär, weil sie auf ihre Ansprüche auf Gebiete in Schottland verzichten mussten. Die Barone, die Besitzungen in Schottland verloren hatten, wurden als Enterbte bezeichnete. Der umstrittene Frieden führte mit zum Sturz der Regierung von Königin Isabelle und Roger Mortimer 1330. Eduard III. übernahm nun selbst die Herrschaft. In Schottland war Robert I. 1329 gestorben. Für den minderjährigen David II. übernahm der Earl of Moray die Regentschaft. Eine Gruppe der sogenannten Enterbten begann mit den Vorbereitungen für einen neuen Angriff auf Schottland, was Eduard III. stillschweigend duldete. Im Juli 1332 starb der Earl of Moray, und im August 1332 begannen die Enterbten ihren Angriff aus Schottland. Damit begann bereits vier Jahre nach dem Friedensschluss der Zweite Schottische Unabhängigkeitskrieg.